# Baixa Cerdanya
|  | Per a altres significats, vegeu «Cerdanya (desambiguació)». |

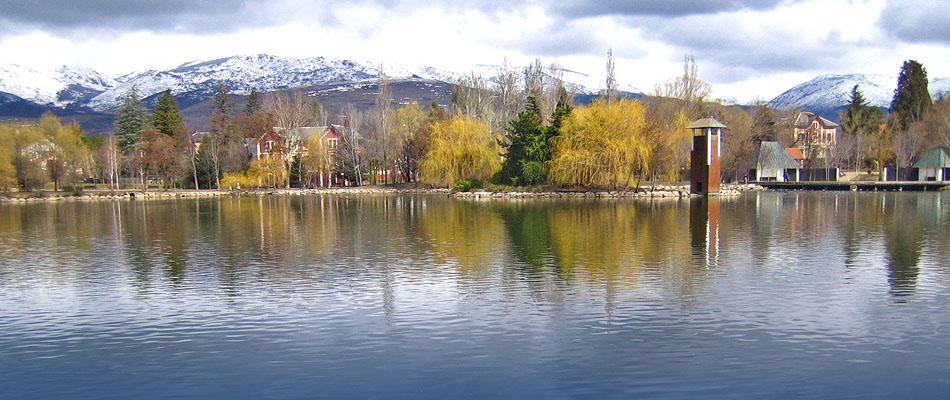
Estany de Puigcerdà, cap de comarca de la Baixa Cerdanya

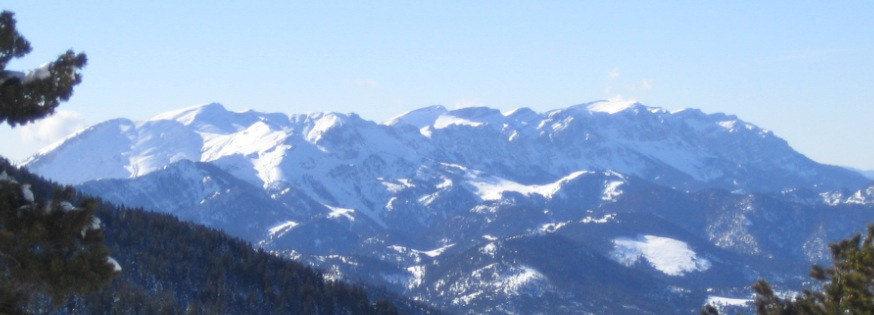
Vista de la serra del Cadí des del cantó cerdà

La Baixa Cerdanya és una comarca catalana de l'Alt Pirineu que comprèn gran part de la plana de la Cerdanya i que limita amb les comarques de l'Alt Urgell, el Berguedà, el Ripollès, l'Alta Cerdanya i amb el Principat d'Andorra. És un dels dos fragments en què quedà subdividit el territori històric de la Cerdanya a conseqüència del Tractat dels Pirineus (1659).
Oficialment s'anomena simplement Cerdanya, del llatí clàssic Ceretania (país dels ceretans o cerdans) prové el nom de Cerdanya, però sovint és anomenada Baixa Cerdanya per contraposició a l'Alta Cerdanya. L'any 2022 tenia 19.443 habitants i una densitat de 35,6 hab/km². La vila de Puigcerdà n'és el cap de comarca.
Antigament, el nom de Baixa Cerdanya es reservava només a la subcomarca de la Batllia.
| Municipi              | Habitants |
| --------------------- | --------- |
| Alp                   | 1.576     |
| Bellver de Cerdanya   | 2.014     |
| Bolvir                | 329       |
| Das                   | 193       |
| Fontanals de Cerdanya | 446       |
| Ger                   | 444       |
| Guils de Cerdanya     | 452       |
| Isòvol                | 278       |
| Lles de Cerdanya      | 220       |
| Llívia                | 1.388     |
| Meranges              | 87        |
| Montellà i Martinet   | 597       |
| Prats i Sansor        | 213       |
| Prullans              | 246       |
| Puigcerdà             | 8.949     |
| Riu de Cerdanya       | 112       |
| Urús                  | 200       |

## Geografia

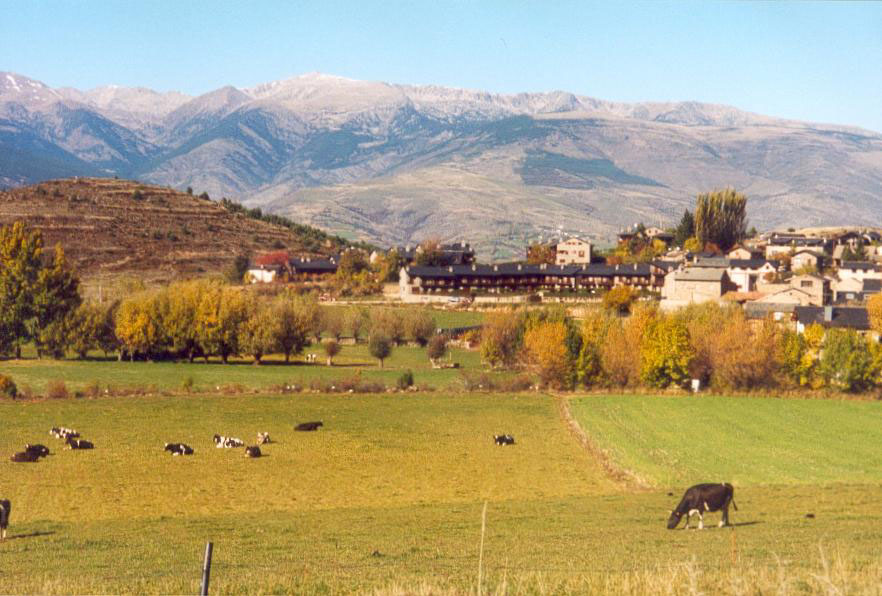
Urús, a la comarca de la Cerdanya

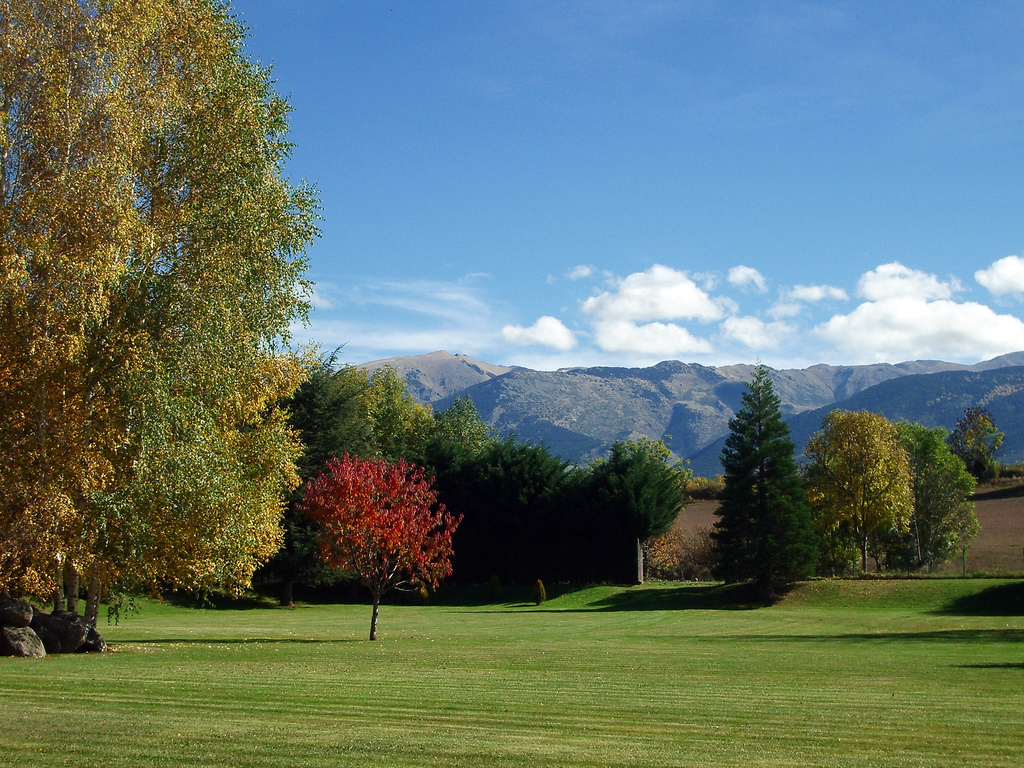
Vista del camp de Llívia

Geomorfològicament, la comarca està vertebrada pel riu Segre, que la drena d'est a oest. Al sud té les serralades del Cadí i del Moixeró, mentre que al nord els relleus de la Tossa Plana de Lles i el Puigpedrós la separen d'Andorra i la vall del riu d'Aravó (a l'Alta Cerdanya), respectivament.
El límit septentrional, en ple Pirineu, és una autèntica barrera muntanyosa, orientada d'oest a est, amb cims i carenes per sobre dels 2.000 metres. A la separació entre el Berguedà i la Baixa Cerdanya s'hi troba la serra prepirenenca del Cadí i Moixeró, amb roques sedimentàries com calcàries i conglomerats. El cim més elevat d'aquesta serra a la Cerdanya és la roca Punxenta o pic de Costa Cabirolera de 2.605 m. Roques metamòrfiques com l'esquist, la pissarra i el gneis es troben als seus massissos. El granit és la roca magmàtica que configura les muntanyes del nord de la Cerdanya com el Puigpedrós situada al municipi de Meranges, de 2.911 metres d'altitud. Prop d'All es troben les formacions geològiques de les Guilleteres, que són restes d'unes antigues terrasses fluvials, erosionades per les aigües pluvials. Durant el Miocè es formà un gran llac a la depressió d'origen tectònic situada a la zona axial pirinenca, que en dessecar-se donà lloc a una plana envoltada de muntanyes, quedant formada la plana per terrenys parcialment terciaris però sobretot quaternaris amb argiles, saulons i lignits.
L'Estany de Malniu es troba a 2.250 m d'altitud i també a la mateixa zona hi ha l'Estany de Guils. Els estanys dels Engorgs a 2.500 m d'altitud donen origen al riu Duran a la vall de Meranges. Els estanys de Setut es troben entre la Tossa Plana de Lles i el Pic del Sirvent. Es pot arribar als estanys de la Pera des d'Arànser i estan situats a 2.335 m d'altitud.
La plana és d'uns 35 km de llargada per 9 d'amplada i amb una altitud de 1.000/1.300 m. El pla és travessat d'est a oest pel riu Segre. De les muntanyes del nord baixen els rius Aravó, Duran i de la Llosa, i del sud els rius Ribera d'Er, la riera d'Alp, Ingla i els torrents de Pi i Ridolaina.

### Clima
L'orientació de la vall de la comarca d'est a oest, inusual a la hidrologia pirinenca, l'amplitud de la capçalera fluvial i l'altitud de les muntanyes fregant una cota de 3.000 metres en algun cas, la doten d'un microclima específic amb menys humitat de la que és habitual a les valls de la serralada dels Pirineus i molt més assolellada.
Les pluges i la neu donen a Puigcerdà uns 600 mm³ anuals de precipitacions amb un mínim a l'hivern i un màxim al juliol. Es troben tres tipus de climes: l'alpí des dels 2.400 m altitud, el subalpí a les bagues (1.600-2.300 m), i el mediterrani de la muntanya a la plana. Les temperatures són fredes i rigoroses a l'hivern (1-2 °C), però amb moltes hores de sol que les temperen a l'estiu (23-24 °C). Les hores d'insolació a l'obaga són mínimes, mentre a la solana les xifres són considerades com les més elevades d'Europa. Una característica particular és que, per la seva baixa humitat i pel Mediterrani a menys de cent quilòmetres, té una gran lluminositat. A les nits es poden observar a simple vista estrelles de magnitud 7, 8 i fins i tot 9.
Es poden destacar les següents dates històriques pel que fa a anomalies climatològiques:
- Un fort terratrèmol el 2 de febrer de 1428 afectà greument la Cerdanya amb una gran destrucció de Puigcerdà.
- Uns aiguats l'any 1982 provoquen greus inundacions. Afecten principalment la zona de Martinet i Bellver, es registraren a la Molina sis-cents litres per metre quadrat.[9]

### Flora i fauna
La Baixa Cerdanya és una zona que presenta una gran varietat natural, podent-se trobar a la plana de la vall del Segre des d'espècies típiques de la fauna àrtica fins a les pròpies de zones àrides. A mesura que es penetra a les valls laterals (la Llosa, l'Ingla, Meranges…), els prats comencen a deixar pas a boscos de pins vermells i roures que són substituïts per pins i avets a mesura que s'eleva el terreny, convivint amb fauna adaptada al fred i la neu. Passats els 2.000 metres d'altitud, la presència dels arbres és escassa, estant presents plantes pròpiament alpines.
Axí consta de vegetació de roureda submediterrània (Quercus pubescens) i boixedes (Buxus sempervirens), amb el pi roig (Pinus sylvestris) i l'avellaner (Corylus avellana) a la zona baixa. A la zona del Cadí, a les parts altes, hi ha el pi negre (Pinus uncinata), els avets (Abies alba) i bedolls (Betula pendula) amb els matolls bàlec (Calicotome spinosa), boixerola (Arctostaphylos uva-ursi), ginebró (Juniperus communis), neret (Rhododendron ferrugineum), la ginesta (Spartium junceum) i la genciana (Gentiana lutea). Els boscos de ribera estan formats pel vern (Alnus glutinosa), que pot arribar als vint metres d'altura (de la seva fusta en feien esclops), el freixe de fulla gran (Fraxinus excelsior), el salze blanc (Salix alba) i el pollancre (Populus nigra).

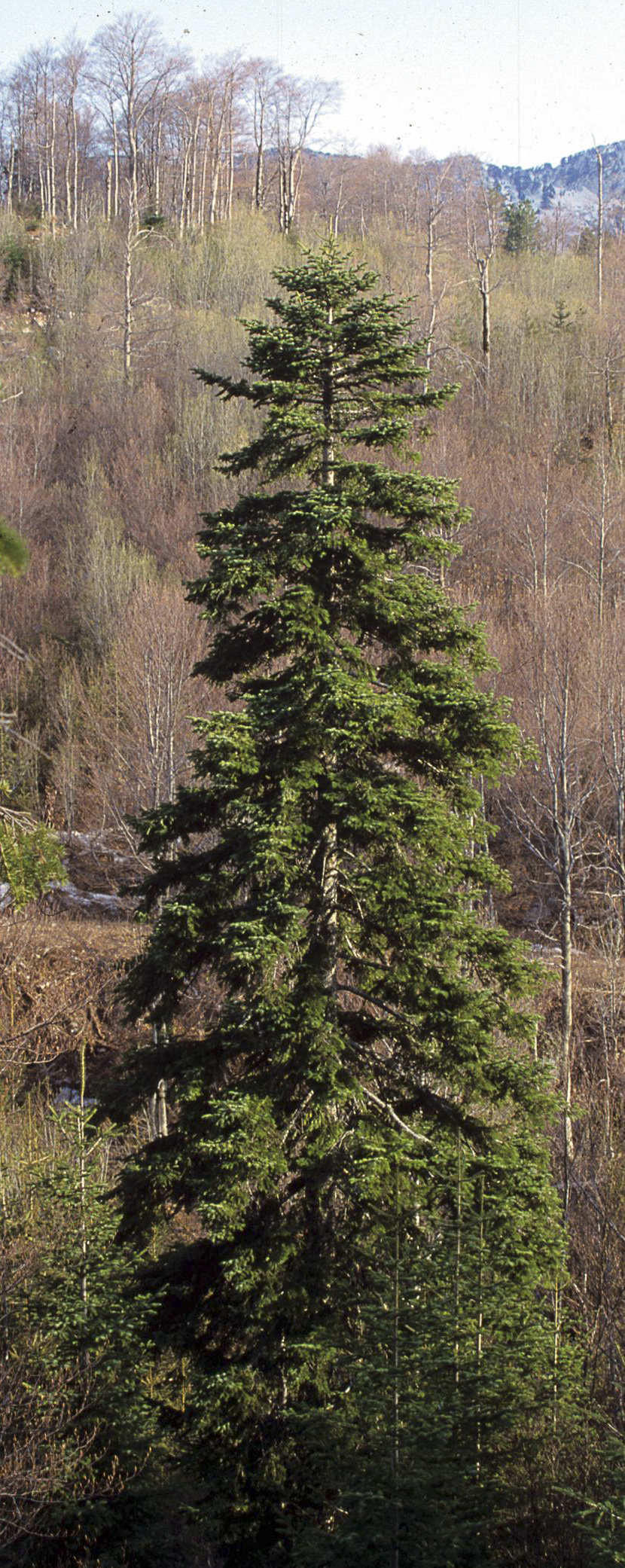
Avet
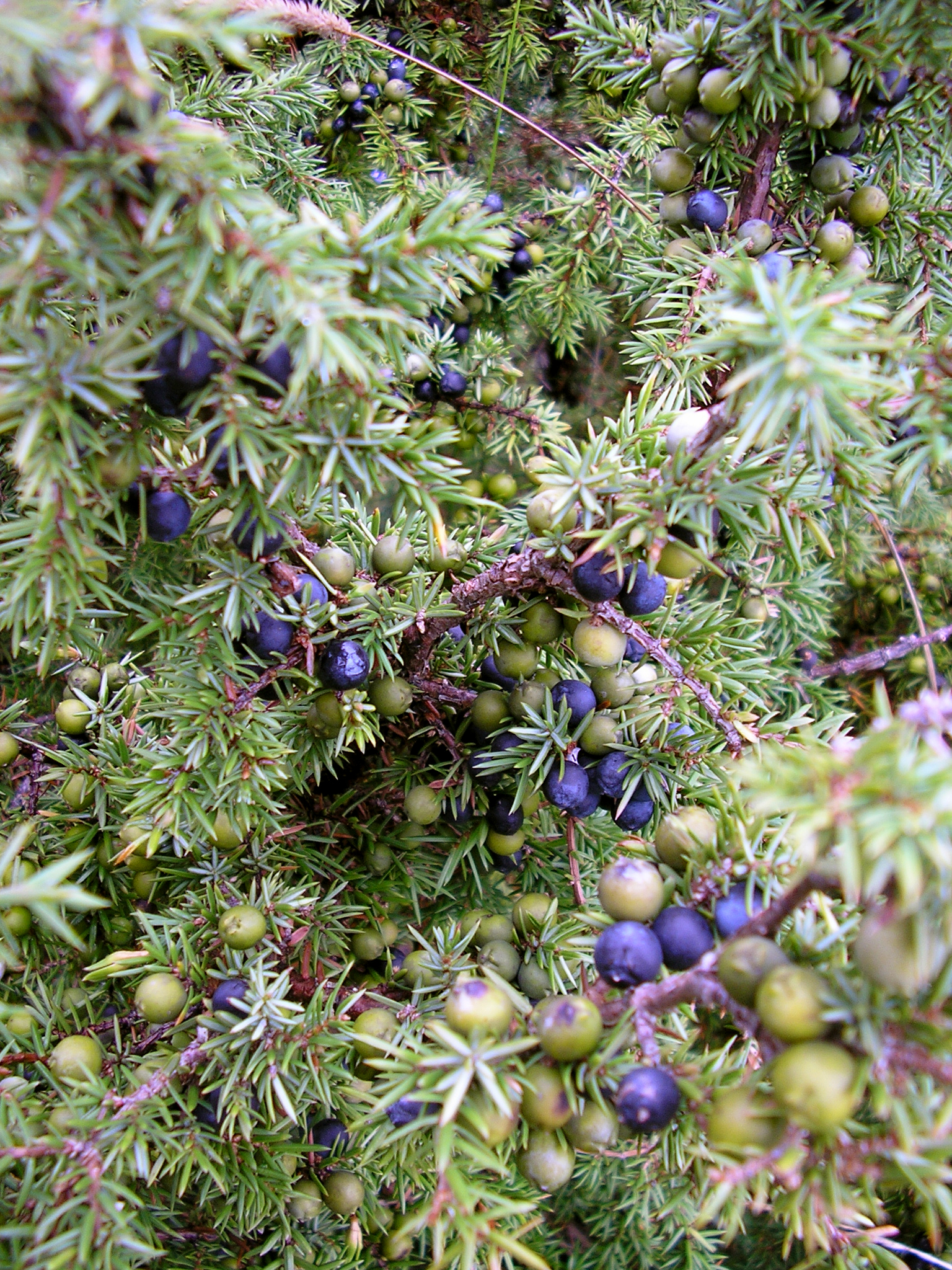
Ginebró
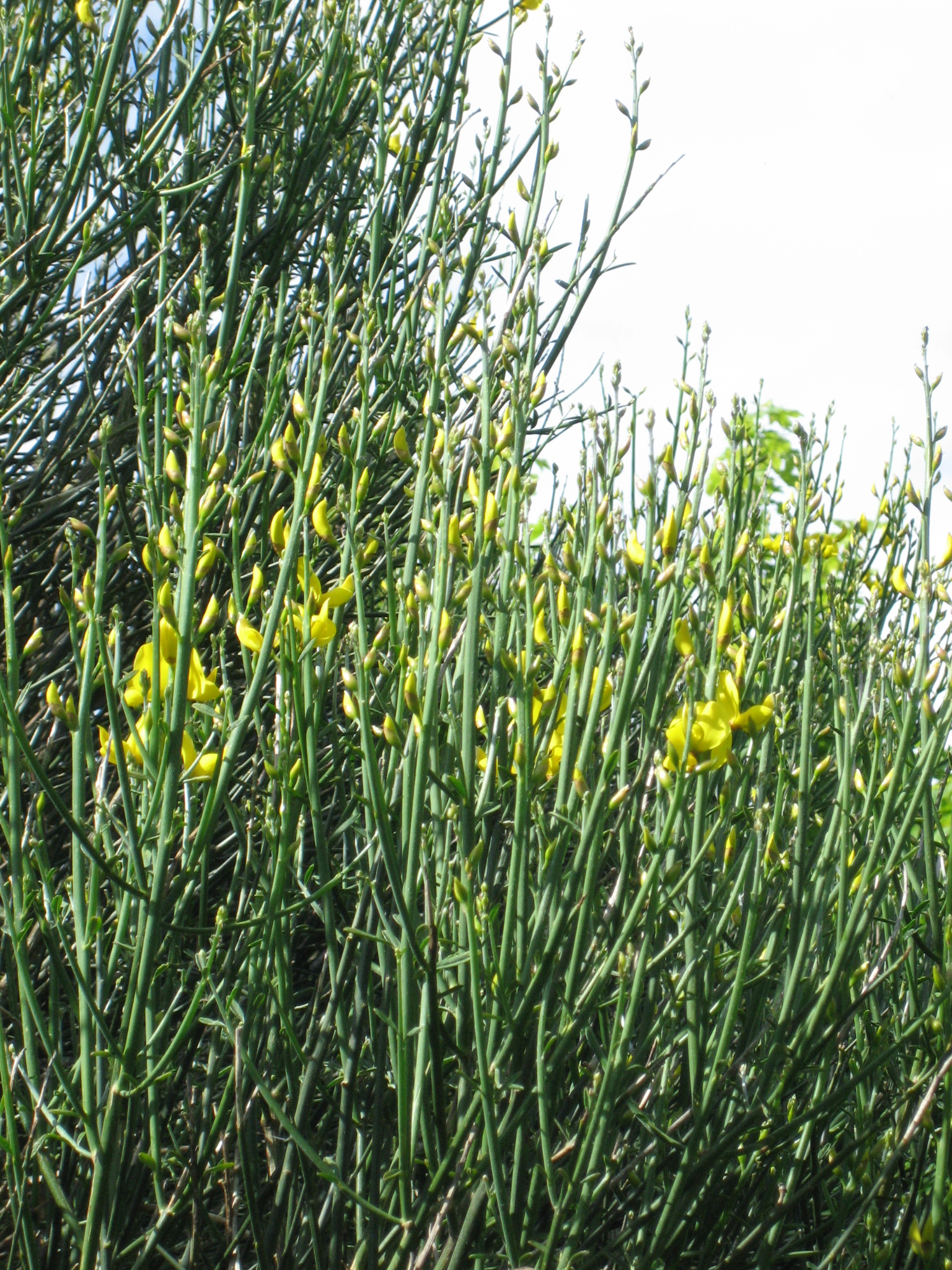
Ginesta
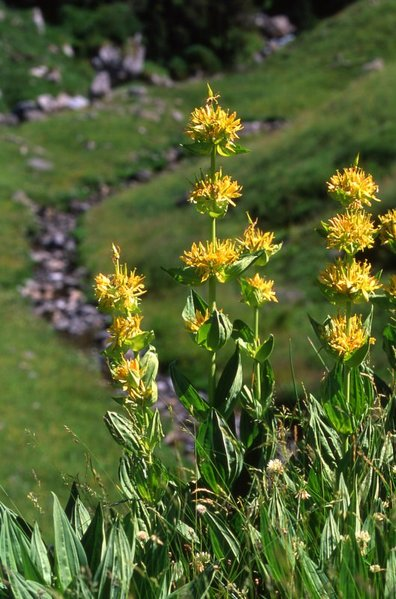
Genciana

Al pla d'Alp, els prats dalladors, que se seguen periòdicament, fan que creixin la gramínia anomenada fromental petit, l'astrància gran, la crepis pirinenca (Crepis pyrenaica) i la grandalla (Narcissus poeticus), també es troben l'herba de Sant Robert (Geranium robertianum), la bistorta (Polygonum bistorta), el safrà bord (Crocus nudiflorus), miosotis de bosc (Myosotis sylvatica), les primules (Primula veris), el pensament pirinenc, l'acònit blau (Aconitum napellus) i les orquídies.
Les herbes medicinals d'aquesta comarca sempre han estat molt importants, ja el 1415 es fundà la Farmàcia Esteve de Llívia que va estar en servei fins al 1942. A Puigcerdà, la farmàcia Martí també tingué renom internacional.

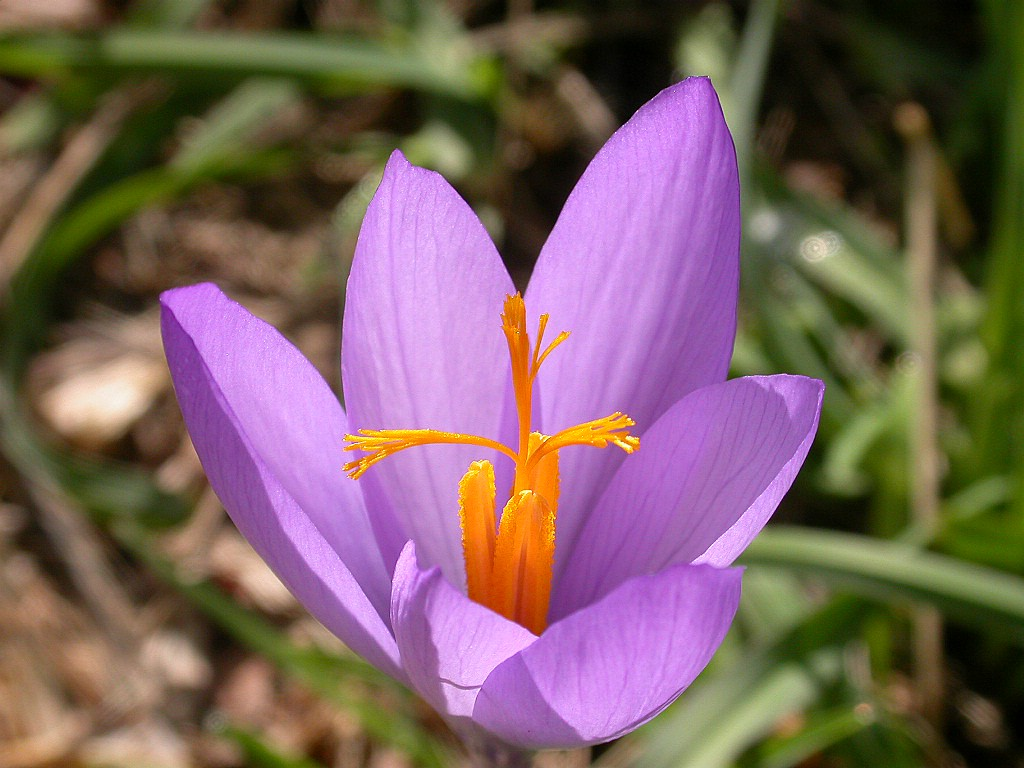
Safrà bord
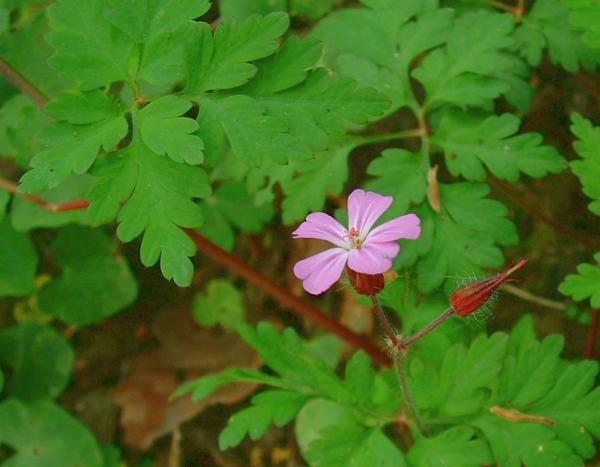
Gerani
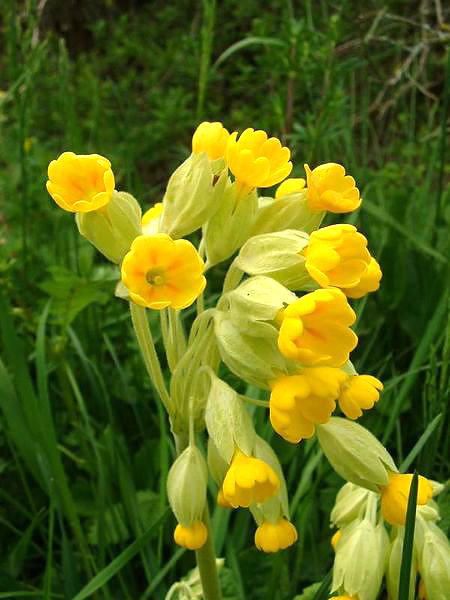
Primula

La Cerdanya té una gran varietat de bolets comestibles com el rovelló, el pinatell, el cep, el rossinyol, la cama de perdiu, el peu de rata, el moixernó, la pimpinella…
La fauna és la típica dels Pirineus, protegida per les reserves naturals i el Parc Natural del Cadí-Moixeró. Consta d'isards, cabirols, cérvols, trencalossos, i aus rapinyaires, hi ha una superpoblació de senglars, perdiu blanca (per sobre dels 2.000 m) i gat mesquer. Fins a mitjan segle xx hi havia hagut linxs, si bé no és clar si es tractava de linxs ibèrics o de linx nòrdics; en les darreres dècades s'han detectat indicis no confirmats que podria tornar a haver-hi linxs i s'ha plantejat la possibilitat de fer-hi una reintroducció amb linx nòrdic. Més segura és, en canvi, la presència d'alguns llops esparsos.

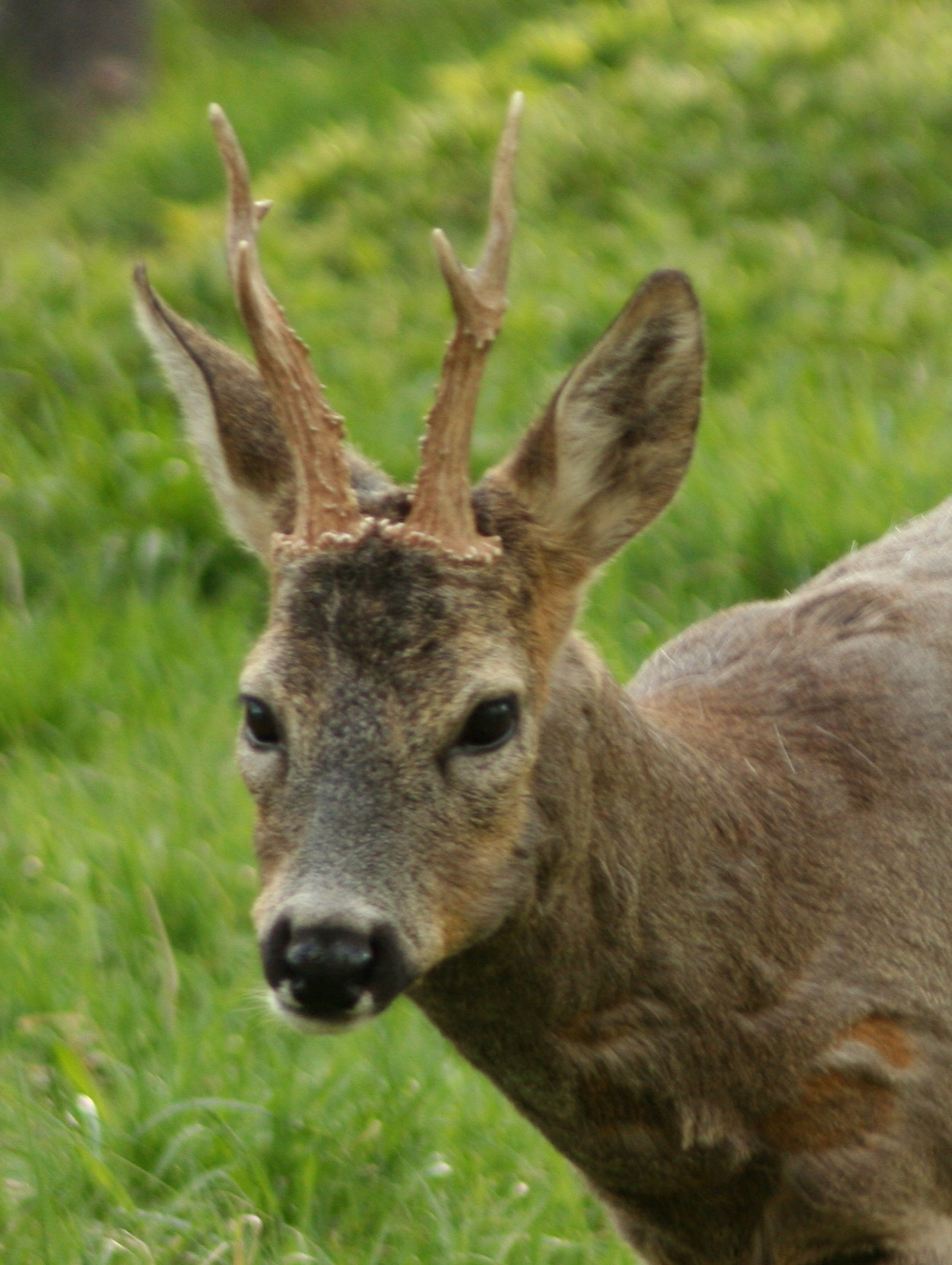
Cabirol
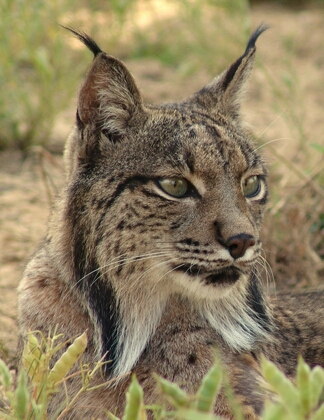
Linx ibèric
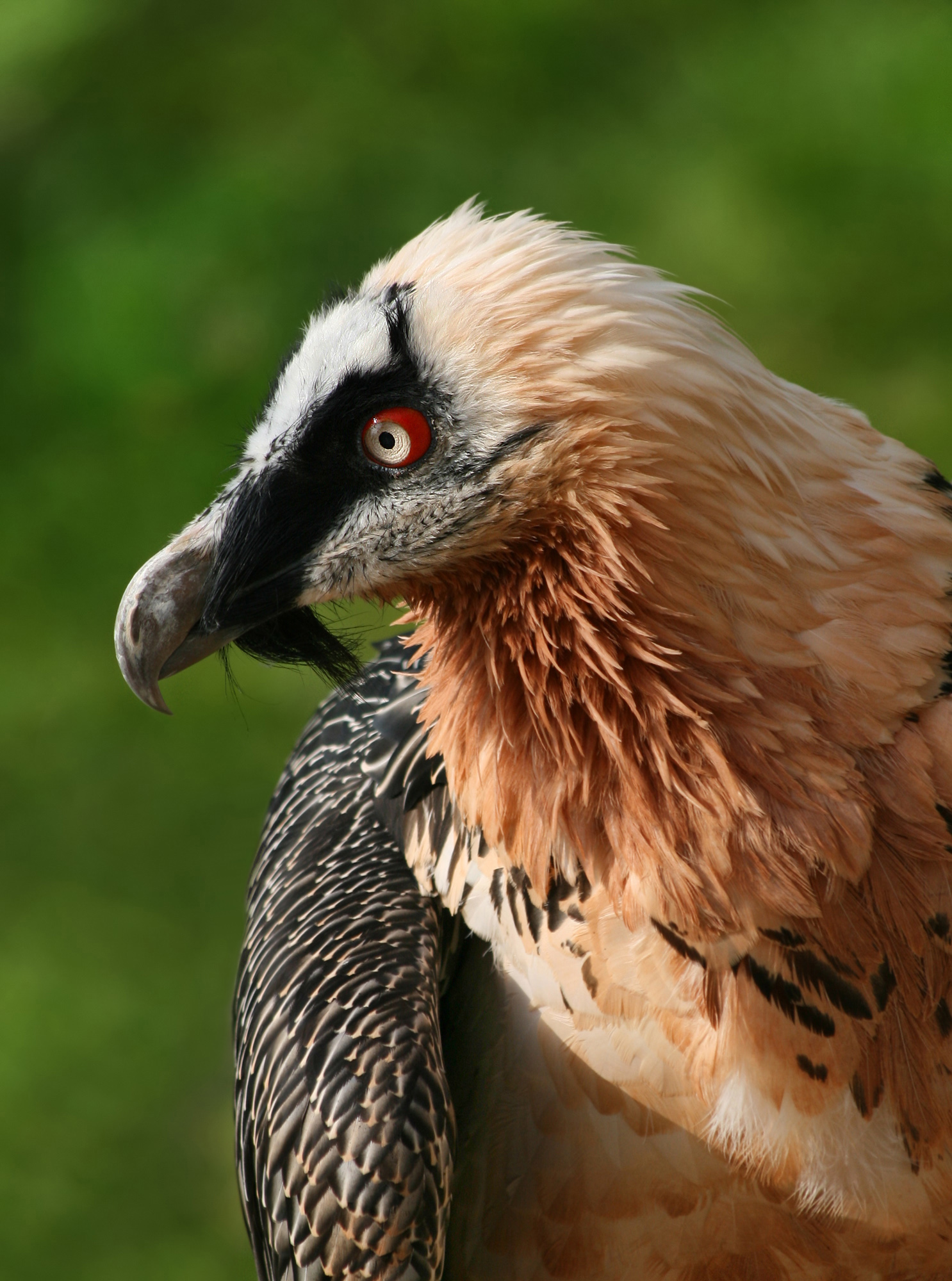
Trencalòs
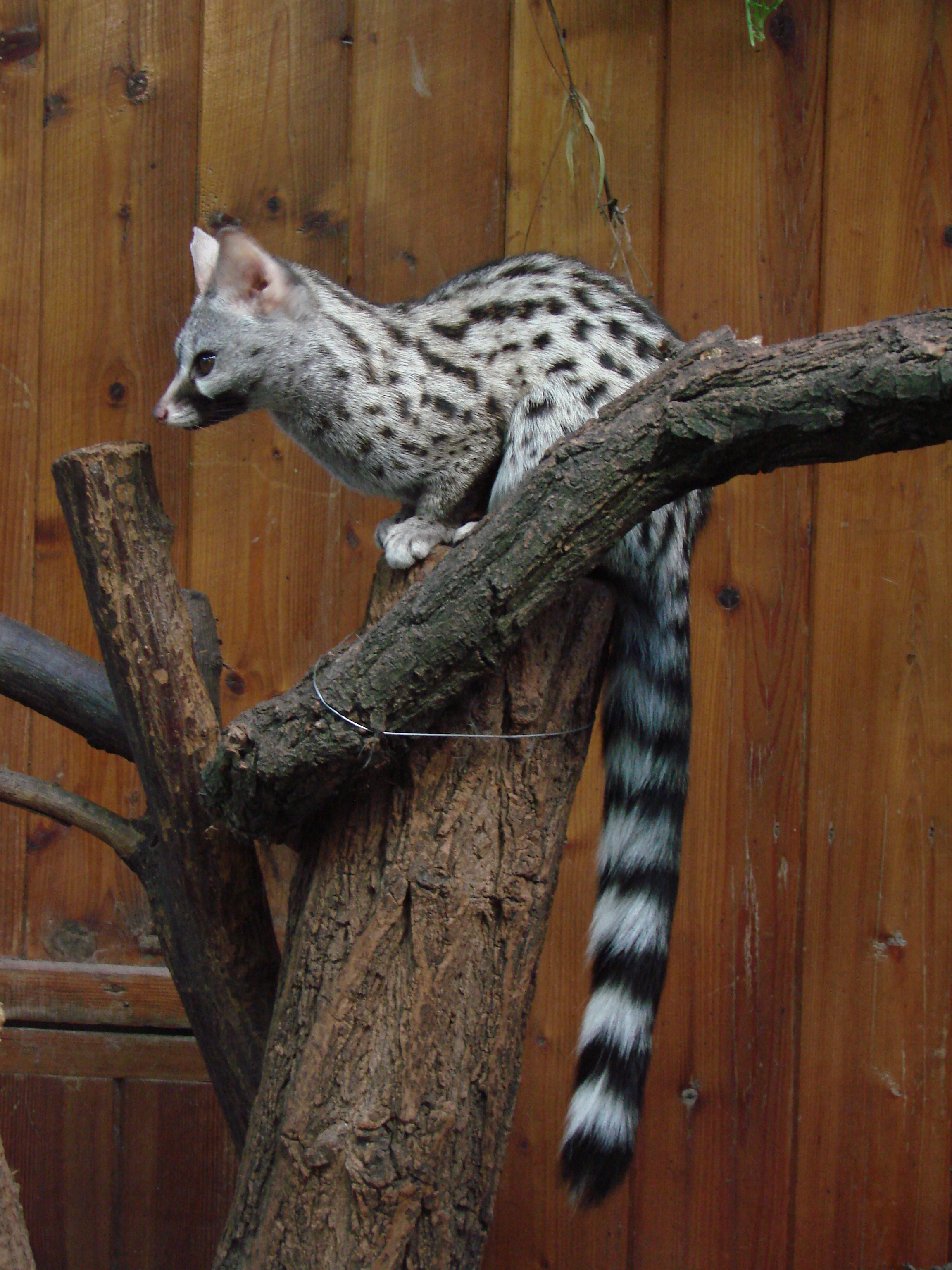
Gat mesquer

La llúdria es troba en alguns punts dels rius, com el tritó pirinenc, la granota vermella i el tòtil. Les truites de riu, en diverses varietats, a més a més del barb de muntanya, el barb roig, la carpa, lluç de riu (Esox lucius), llamprees, etc., són algunes de les espècies de peixos que viuen als cursos d'aigua.

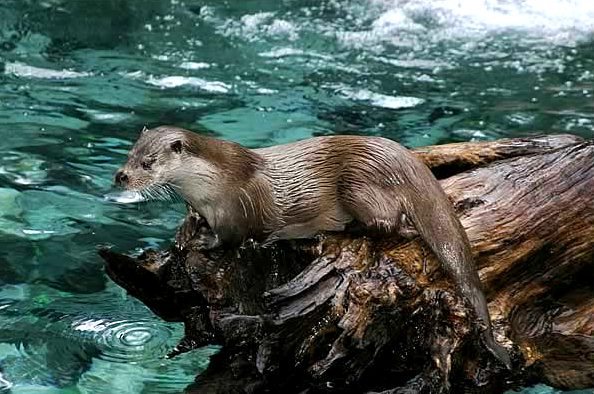
Llúdria pirinenca
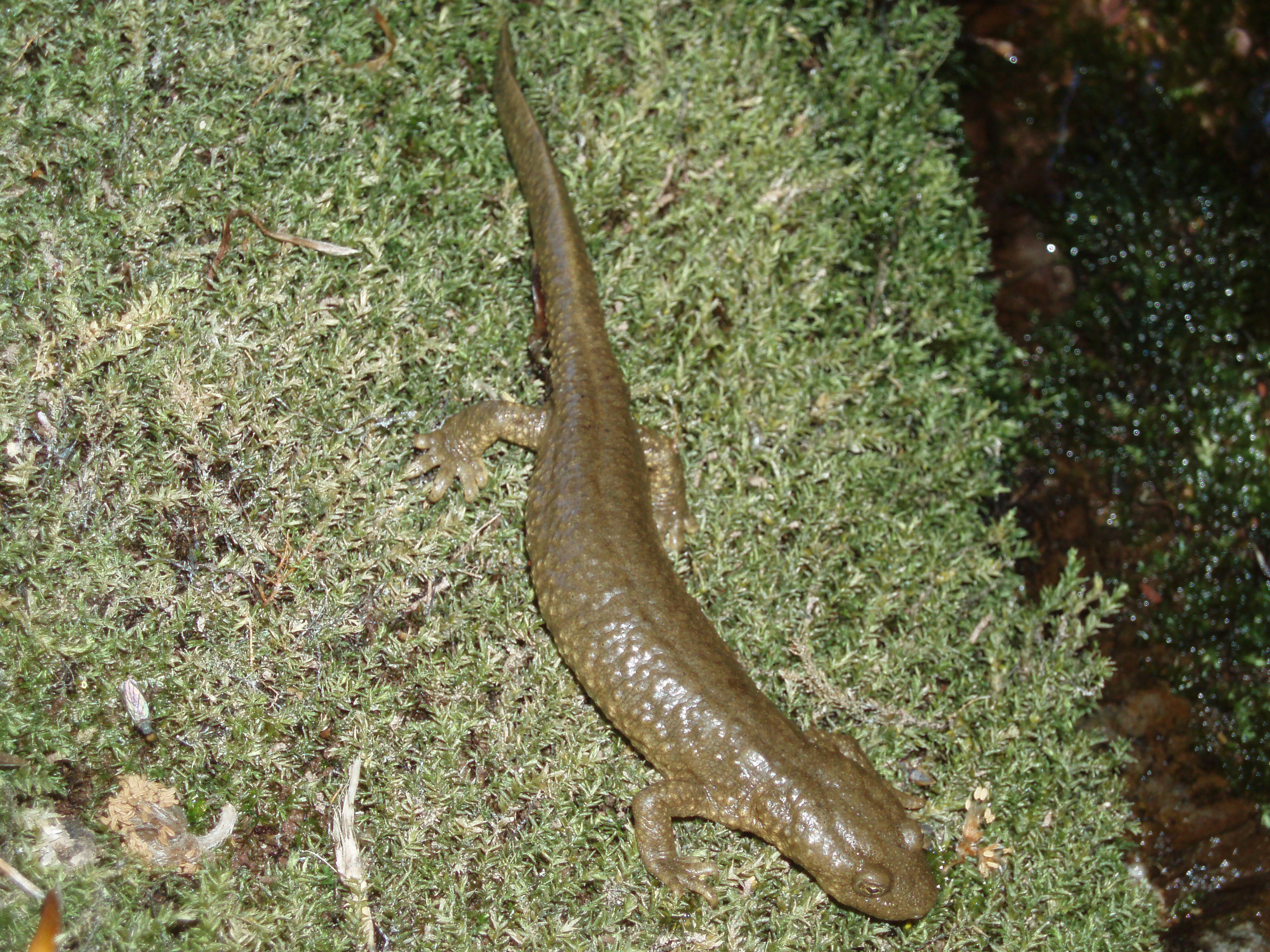
Tritó pirinenc
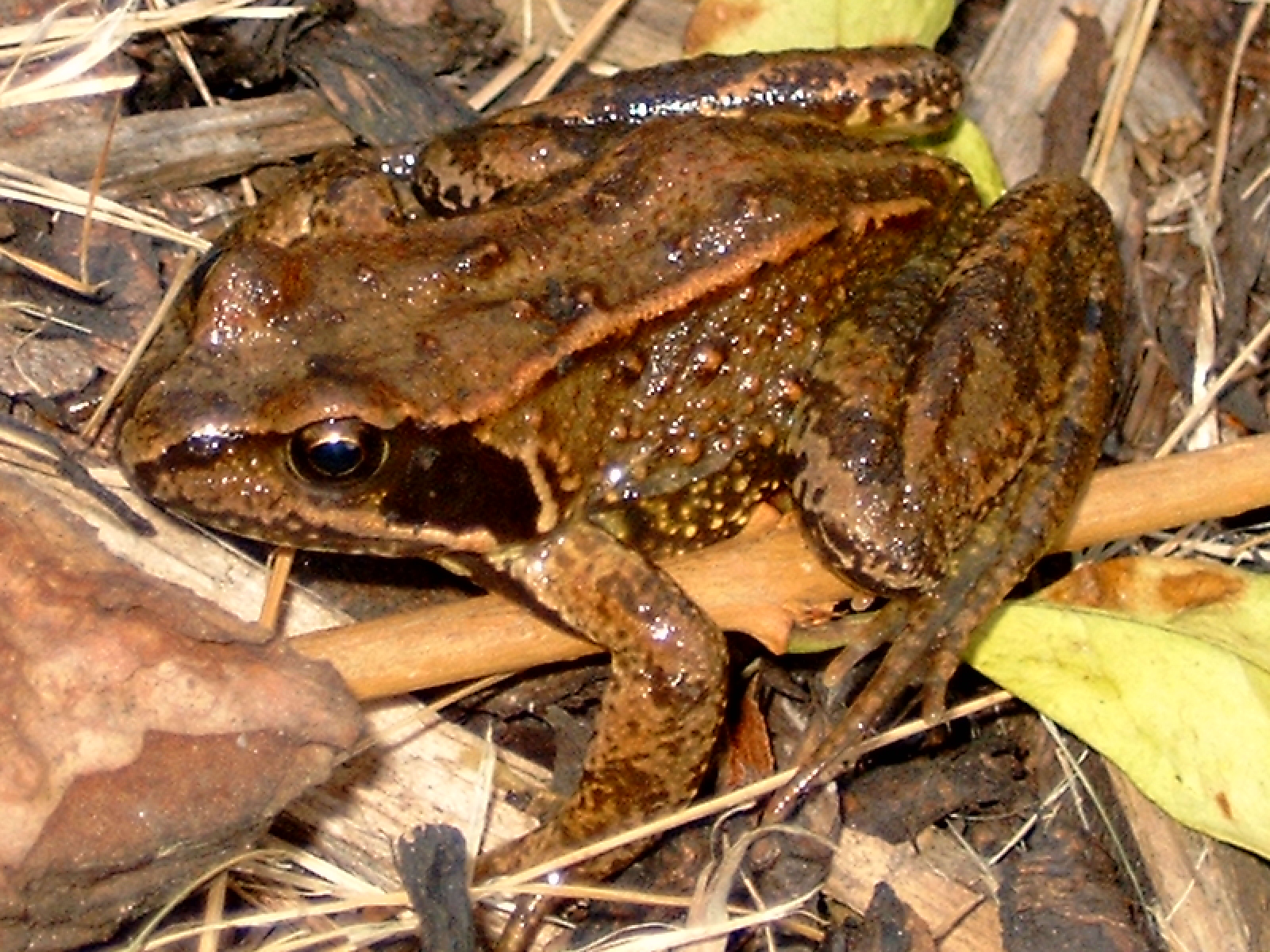
Granota vermella
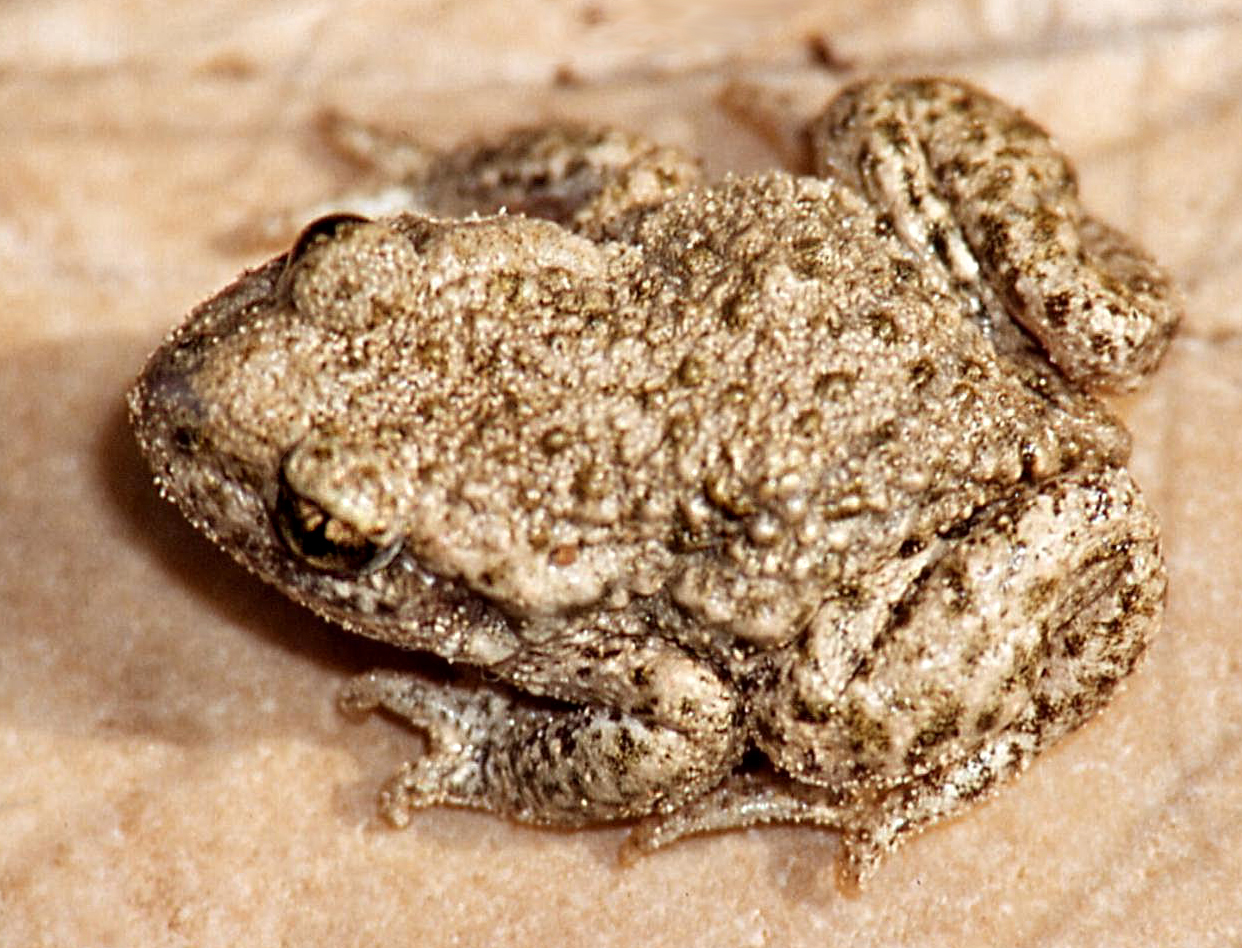
Tòtil

L'hàbitat d'aus com el bernat pescaire, l'ànec collverd, el corriolet, el blauet o la merla d'aigua, són als boscos de ribera anomenats Basses de Gallissà de Bellver de Cerdanya.

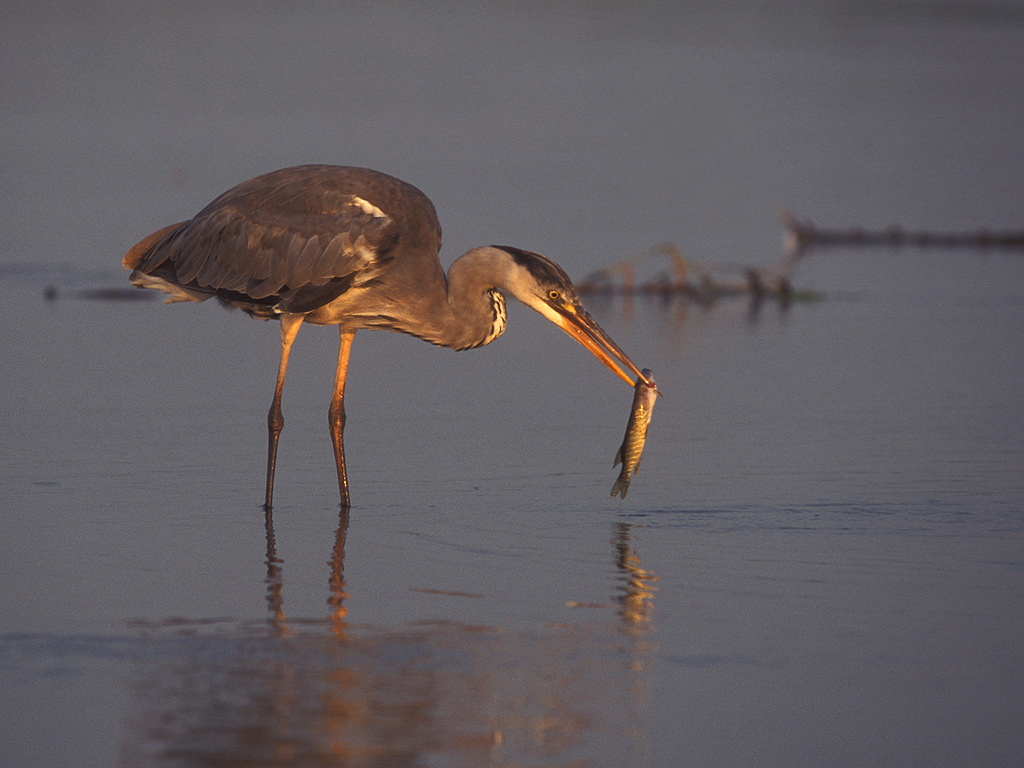
Bernat pescaire
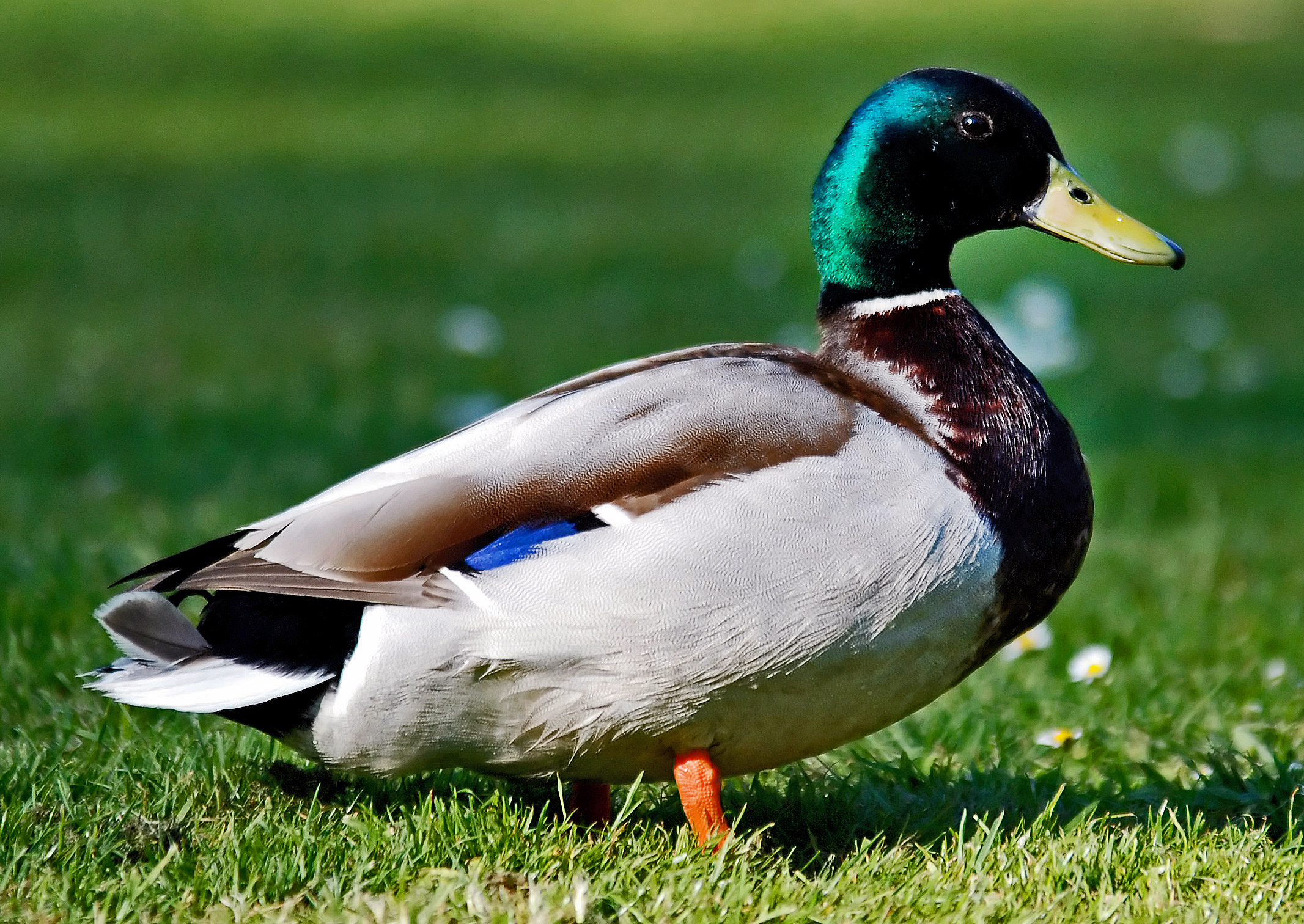
Ànec collverd
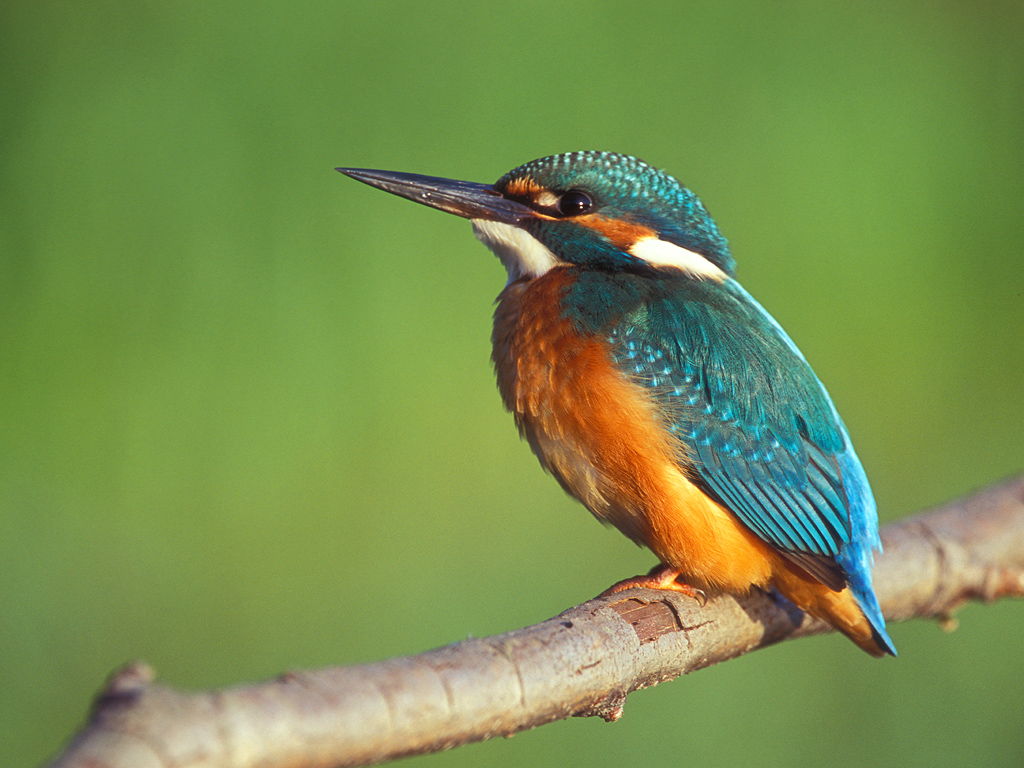
Blauet
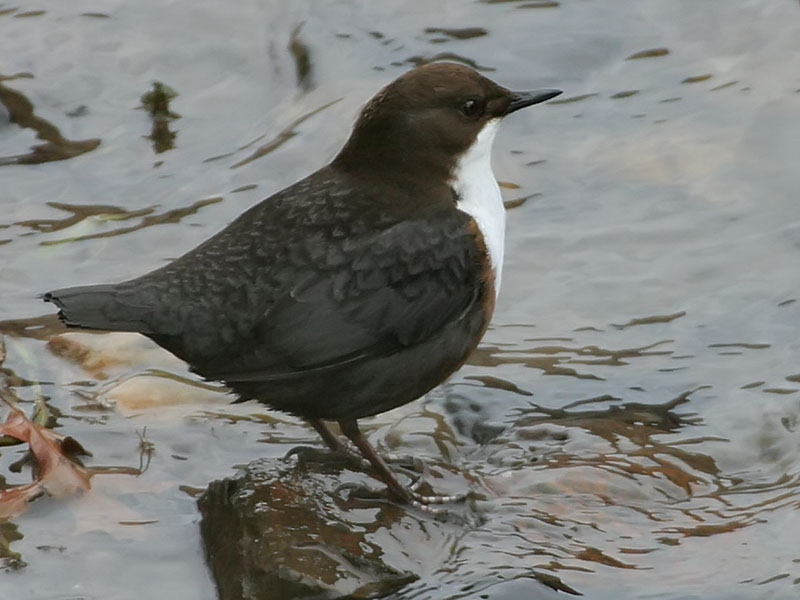
Merla d'aigua

### Població
La densitat de població tenen un mínim a Meranges 2 h/km² i els més poblats són Puigcerdà, Llívia, Alp i Bolvir.
Per la seguretat que donava la regió muntanyosa a l'alta edat mitjana va ésser una comarca molt poblada, des del segle xiii es va iniciar un retrocés demográfic degut principalment als conflictes amb els albigesos. Al segle xiv Puigcerdà és el principal mercat del Pirineu i es troba entre les set poblacions catalanes amb més població, a la comarca continua el retrocés per les guerres del segle xvii i la divisió del territori pel tractat dels Pirineus (1659). Cap a finals del segle xviii va tenir un increment fins a mitjan segle xix. Des dels anys seixanta del segle xx ha anat creixent la demografia de la comarca.

### Demografia
| 1497 f | 1515 f | 1553 f | 1717  | 1787   | 1857   | 1877   | 1887   | 1900   | 1910   |
| ------ | ------ | ------ | ----- | ------ | ------ | ------ | ------ | ------ | ------ |
| 799    | 757    | 884    | 6.726 | 10.532 | 14.609 | 12.801 | 12.724 | 11.932 | 11.891 |

| 1920   | 1930   | 1940   | 1950   | 1960   | 1970   | 1981   | 1990   | 1992   | 1994   |
| ------ | ------ | ------ | ------ | ------ | ------ | ------ | ------ | ------ | ------ |
| 11.298 | 10.692 | 10.035 | 11.582 | 11.850 | 12.465 | 12.456 | 12.676 | 12.423 | 12.423 |

| 1996   | 1998   | 2000   | 2002   | 2004   | 2006   | 2008   | 2010   | 2012   | 2014   |
| ------ | ------ | ------ | ------ | ------ | ------ | ------ | ------ | ------ | ------ |
| 12.757 | 13.324 | 14.055 | 15.266 | 16.065 | 17.235 | 18.658 | 18.549 | 19.047 | 18.063 |

| 2016   | 2018   | 2020   | 2022   | 2024   | 2026 | 2028 | 2030 | 2032 | 2034 |
| ------ | ------ | ------ | ------ | ------ | ---- | ---- | ---- | ---- | ---- |
| 17.704 | 17.882 | 18.525 | 19.443 | 20.068 | -    | -    | -    | -    | -    |

### Comunicacions
La strata Ceretana construïda en temps dels romans cap al 250 aC, va ser anomenada Via Francisca Superior, a l'edat mitjana estant ruta secundària del pelegrinatge a Sant Jaume, des del segle xiii fins al xix es va dir camí ral i ara simplement s'anomena carretera vella, creua la vall seguint quasi una línia en paral·lela al riu Segre.
La capital de la comarca, Puigcerdà, és un centre de comunicacions històric en els dos vessants pirinencs: 
- L'any 1914 queda enllestida la carretera N-152, que unia Barcelona i Puigcerdà per Ribes de Freser, i a l'any següent, la de la Seu d'Urgell a Puigcerdà. Són dos dels principals eixos comarcals de comunicació.
- El 20 d'octubre de 1984 s'obre el trànsit al Túnel del Cadí, que comunica les comarques del Berguedà i de la Cerdanya.

L'octubre de l'any 1922, el tren de Barcelona arriba a Puigcerdà i l'any 1929 s'inaugura la línia fèrria entre Puigcerdà i Acs.
L'any 1934, es posa en funcionament l'aeròdrom de la Cerdanya, a Das.
Les principals vies de comunicació actuals són:
- Per la N-260 de La Seu d'Urgell cap a Puigcerdà, creuant tota la comarca.
- Per l'Eix del Llobregat C-16 creuant el Túnel del Cadí (des de Barcelona)
- Per la C-17 i la N-152 que creua la Collada de Toses (des de Barcelona)
- Per la C-66 i la C-26 des de Girona que connecten a Ripoll amb la N-152.
- Pel Túnel del Pimorent obert l'any 1994 que uneix la Cerdanya amb l'Arieja.

Estació de tren a Puigcerdà, Alp i La Molina.
Hi ha serveis d'autobusos regulars des de Barcelona, Girona, La Seu d'Urgell i Andorra.

## Història

### Primers assentaments
Les primeres mostres de ritual funerari daten d'aproximadament el 2000-1800 aC: enterraments col·lectius en coves i dolmens. El dolmen de Coll de Fans es troba a la solana de Bellver on les excavacions no donaren resultats de materials com al dolmen d'Orèn; i a la cova d'Anes, al terme de Prullans, on es feren troballes d'entre set i deu individus, puntes de sageta de sílex, una destral de pedra i uns collarets de l'edat del bronze.
Vers el 1500 aC augmentà el nombre de poblats a l'aire lliure i continuaren d'altres d'existents, aterrassats a la plana a l'entitat de població de Sanavastre. Les coves s'empraven per enterrar i com lloc d'emmagatzematge o hàbitat temporal. A les coves d'Olopte, a la muntanya del Montcurto, hi ha indicis d'ocupació humana durant la fi del Paleolític inferior o el Paleolític mitjà. A una de les coves es pot fer un recorregut de 232 metres, on es varen trobar una fulla de sílex, un punxó i ceràmica.
Cap al 1000 aC arribaren els ibers, que aixecaren poblats de nova planta segons un urbanisme preconcebut, per exemple a Bolvir, i feren conèixer l'escriptura i el torn de terrissaire.

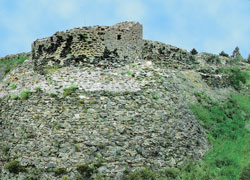
El castell de Llívia en ruines.

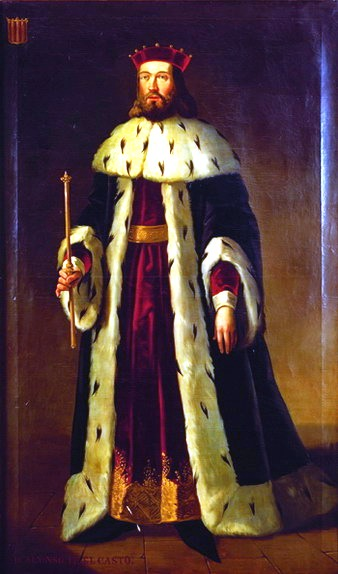
Alfons el Cast fundador de la vila de Puigcerdà capital de la comarca de la Baixa Cerdanya l'any 1178.

### Presència romana
Al segle i aC Iulia Lybica, l'actual Llívia, fou un centre romà molt important amb funció militar i capital del territori. L'ocupació romana portà una gran prosperitat amb la construcció de vies de comunicació, com la Strata Ceretana, datada de l'any 250 aC, i la reorganització del món rural. Hi hagué nombrosos assentaments rurals, necròpolis i altres elements romans a Talló, Prats, Alp, Bolvir i Urtx. Documents escrits als segles vii i viii recorden l'existència del castell de Llívia, que fou reconstruït al segle xi i a la fi de la guerra civil catalana contra Joan II, el rei francès, Lluís XI, feu destruir el castell l'any 1479.

### Regnes cristians
A final del segle viii, les tropes de Carlemany alliberaren la Cerdanya i tot el Pirineu de l'ocupació àrab. Els monarques que el succeïren anaren creant comtats per administrar aquest antic territori visigot, anomenat Gòtia, i concretament a la Cerdanya es creà el Comtat de Cerdanya.
L'any 815 el comte Frèdol feu donació al monestir de Sant Sadurní de Tavèrnoles del primer monestir de la Cerdanya dedicat a Sant Esteve i Sant Hilari d'Umfred. El rei Lluís el Pietós lliurà els comtats de Cerdanya, Urgell i Conflent a Sunifred I l'any 834. A l'època d'aquest comte es consagrà la catedral de la Seu d'Urgell, en el document de la qual, una mica posterior, se citen seixanta-sis esglésies de la Cerdanya, així com els pagi o divisions administratives-territorials: 
- pagus liviensis (Llívia)
- pagus ollorbiensis (Olopte)
- pagus tolonensis (Talló)
- pagus baritensis (Bar)

A la mort de Guifré el Pilós (897) el comtat passà a ésser hereditari, mentre que fins aleshores el seu senyor havia estat nomenat directament pels reis.
L'any 1178, Alfons el Cast fundà la vila de Puigcerdà i li conferí la capitalitat cerdana, fins aleshores situada a Ix. L'any 1181, el rei redactà una carta amb una sèrie de privilegis per tots els que contribuïssin a la seva repoblació i establí la fira de Puigcerdà, que seria a partir d'aquell moment un important element centralitzador de l'economia d'aquesta zona del Pirineu.
Nunó Sanç, l'any 1225, fundà Bellver, copiant molts aspectes de la carta de franquícies de la de Puigcerdà. A la mort de Jaume I (1276) la Cerdanya passà al Regne de Mallorca l'any 1276 fins al 1344, quan passà novament a la corona catalonoaragonesa, sota el reinat de Pere el Cerimoniós.
La invasió càtara tingué lloc des de l'any 1198, sota el comandament del comte Ramon Roger I de Foix i el vescomte de Castellbò destruint moltes esglésies i robant-ne les pertinences: Bolvir, Coborriu de Bellver, de Talló, Estoll, Urús, Baltarga, Les Pereres, Meranges, Mosoll, Prats i Sansor, Pedra, Soriguerola.

### El Regne de Mallorca

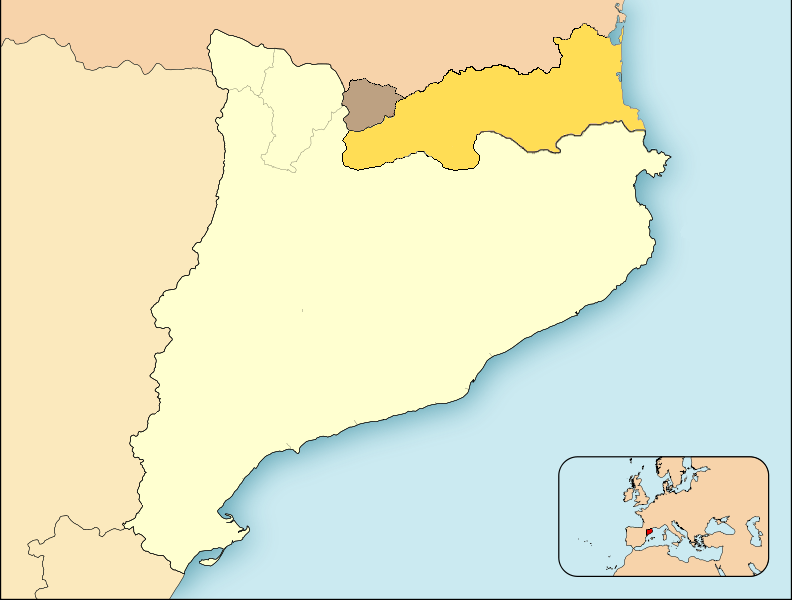
La Cerdanya, integrada en la Corona de Mallorca (Mapa de 1313)

A la mort de Jaume I el Conqueridor el 1276 i en aplicació del seu testament de 1262 es deixaven a l'infant Jaume les possessions que formaven la Corona de Mallorca com una entitat separada de la Corona d'Aragó. El regne esdevé un estat independent fins al Tractat de Perpinyà (1279) en què el primer es declara vassall del segon. Pere el Cerimoniós reincorporà les terres de la Corona de Mallorca a la d'Aragó el 1343, expropiant els béns a Jaume III mitjançant una sentència en el procés per incompliment de deures vassallàtics, i després vindrien les accions bèl·liques i la mort de Jaume III en la batalla de Llucmajor (1349). La reincorporació es feu definitiva mitjançant el Jurament per les Illes.

### Conflicte fronterer amb França
Joan II l'any 1462, signa el tractat de Baiona amb el rei de França Lluís XI, a canvi de l'ajut en la lluita per la corona catalana. El rei d'Aragó pagarà a Lluís XI, a canvi del seu ajut militar, 200.000 escuts d'or. Per garantir aquest deute empenyora els comtats de Cerdanya i el Rosselló. A les primeres Corts Catalanes reunides per Ferran el Catòlic, es donen comptes per gestionar la recuperació dels comtats del Rosselló i Cerdanya aconseguint- ho el 1493, quan Carles VIII de França retorna els comtats a canvi de la neutralitat de la corona d'Aragó en les seves guerres amb Itàlia. Malgrat tot van continuar els enfrontaments amb França i per un bandolerisme generalitzat durant els segles xvi i xvii.
Foren també notables els duels entre nyerros i cadells al llarg del segle xvi i la primera part del xvii, que tingueren en els bellverencs principals protagonistes. D'aquesta marcada presència cadell al municipi de Bellver de Cerdanya, en queda una casa de pagès fortificada, prop de Beders, que porta per nom La Torre de Cadell. Els neyrros eran de Nyer. Es diu que els nyerros defensaven els drets dels senyors, mentre que els cadells eren partidaris dels drets de camperols i ciutadans.

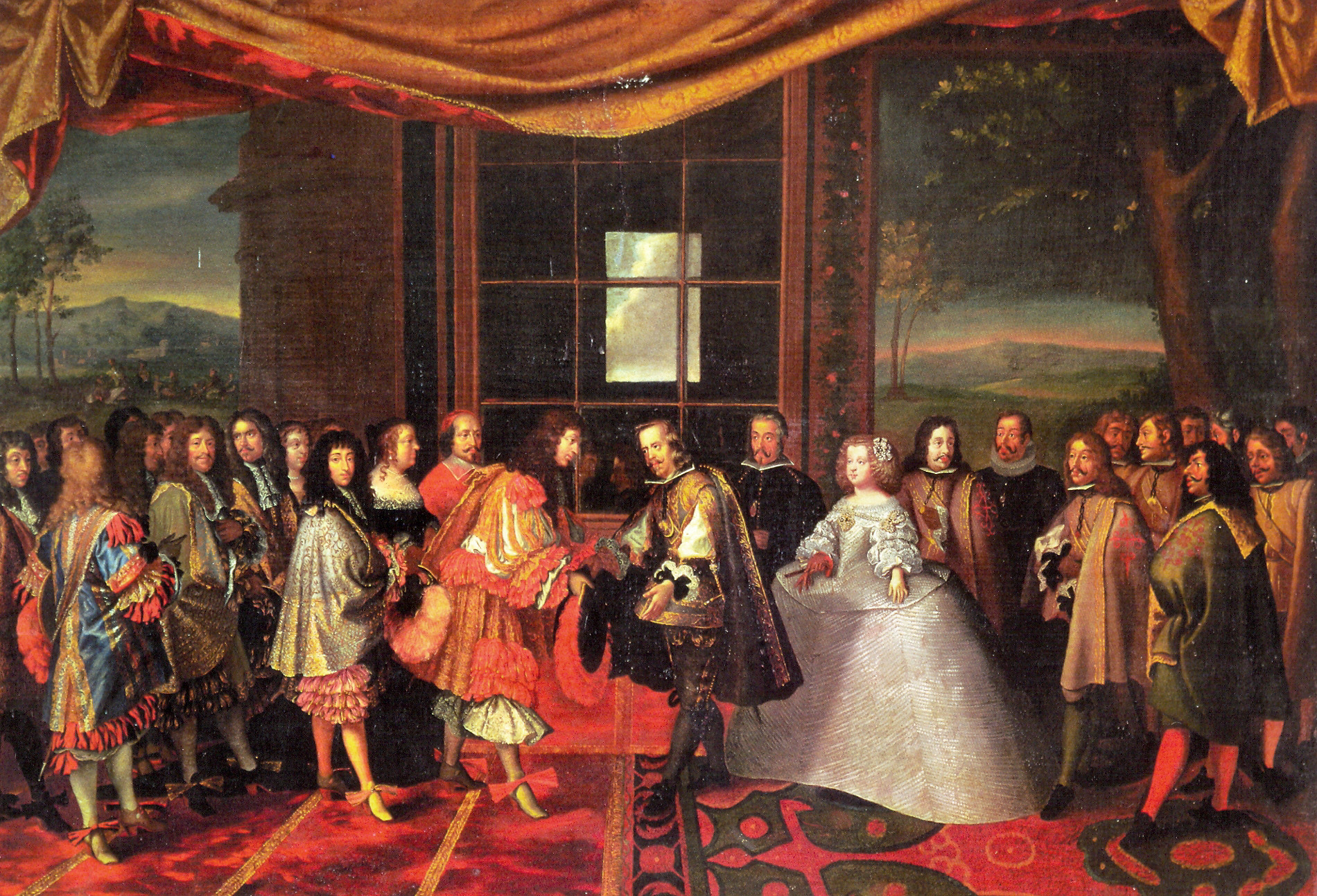
La signatura del tractat amb Lluís XIV de França i Felip IV de Castella a l'illa dels Faisans el 1659 (Escena retratada per Laumosnier)

El Tractat dels Pirineus (7 de novembre del 1659) va fixar la frontera entre les dues monarquies als Pirineus. Des de llavors Catalunya resta dividida en Catalunya del Nord (Estat Francès) i Catalunya del Sud (Estat espanyol). La Cerdanya queda partida en gairebé dues meitats i la Vila de Llívia passa a ésser enclavament espanyol en territori francès per unes imprecisions en el llenguatge formal dels documents.
| «                  | El 27 d'abril de 1678 arriba el duc de Noailles amb dotze o catorze mil homes, assetjant la vila de Puigcerdà. El setge va durar fins al 31 de maig, en el qual es va rendir la plaça i van entrar els francesos, demolint totes les fortificacions, destruint les muralles, les casernes, les presons i diverses cases. El 31 de gener de 1679 es va publicar la pau a Perpinyà i Barcelona. Els cònsols havien continuat sent els mateixos: primer per Espanya, després per França i, més tard, novament per Espanya. | » |
| — Dietari d'Ortodó | |   |

La Cerdanya torna a estar ocupada militarment per França, gairebé contínuament fins a l'any 1721 que gaudeix d'uns anys de pau fins a la Revolució Francesa, el 1793 la Convenció Nacional declara la guerra a Carles IV d'Espanya, les batalles es van succeir a les comarques pirinenques per no arribar enlloc, el 22 de juliol de 1795 França i Espanya signen la Pau de Basilea.
Durant la Guerra del Francès i les dues guerres carlines torna a ser zona de conflicte. Arran de l'ocupació napoleònica de 1808, el 1812 es divideix Catalunya en quatre departaments, quedant la baixa Cerdanya encabida en el departament del Segre. El general francès Decauen envia tropes per ocupar la Cerdanya fins que el departament va desaparèixer el 1814.
Les guerres carlistes van atacar Llívia el febrer de 1837 i al novembre del mateix any Puigcerdà. El tractat de Baiona amb data 11 de juliol de l'any 1868 va formar la definitiva delimitació de la frontera.

### Situació actual

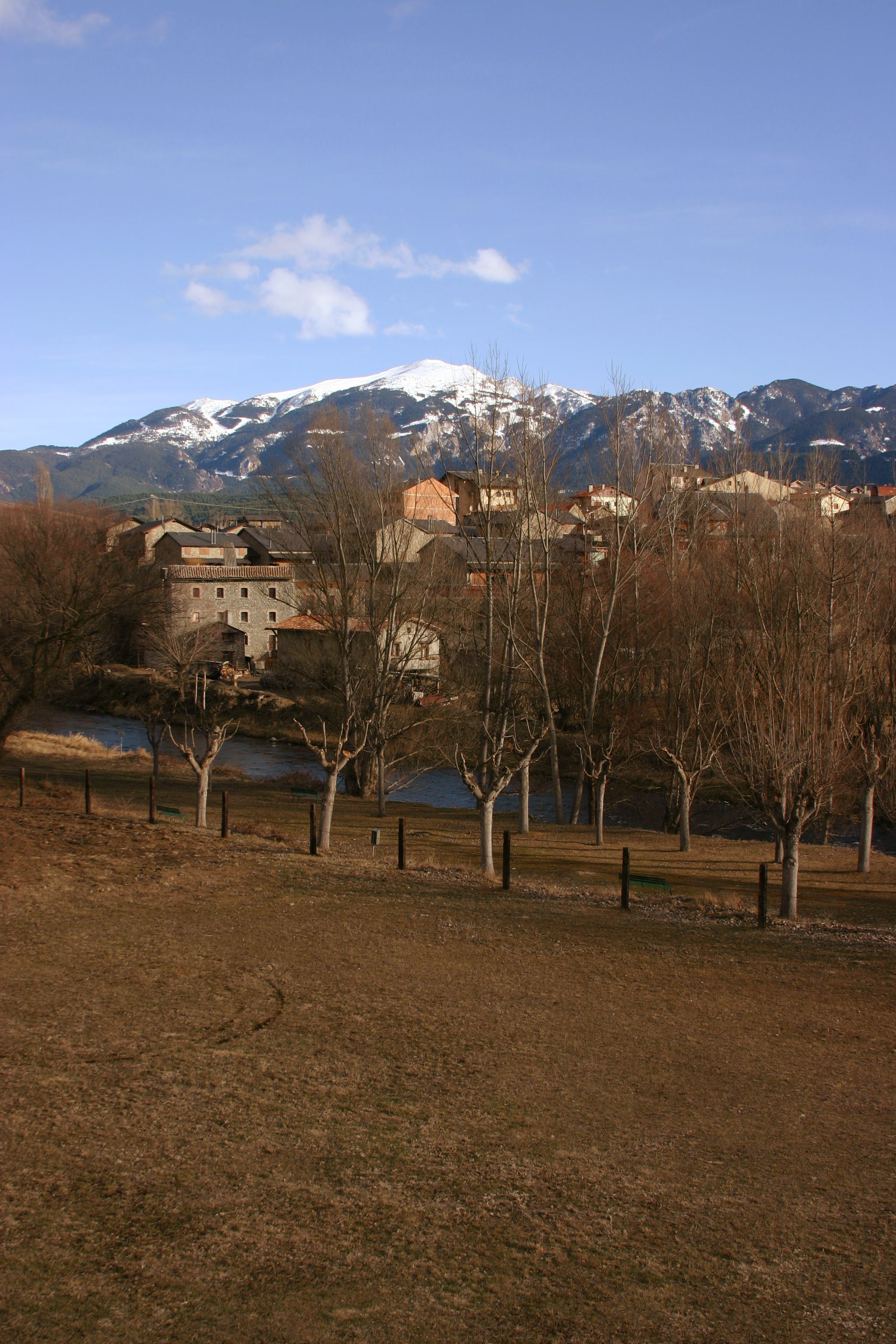
Vista del municipi de Bellver de Cerdanya pertanyent a Lleida.

La divisió provincial espanyola l'any 1833, motiven una nova partició de la Cerdanya entre la província de Girona (onze municipis) i la de Lleida (sis municipis), que continua actualment en vigor.
| Municipis de Girona - Alp - Bolvir - Das - Fontanals de Cerdanya - Ger - Guils de Cerdanya - Isòvol - Llívia - Meranges - Puigcerdà - Urús | Municipis de Lleida - Bellver de Cerdanya - Lles de Cerdanya - Montellà i Martinet - Prats i Sansor - Prullans - Riu de Cerdanya |

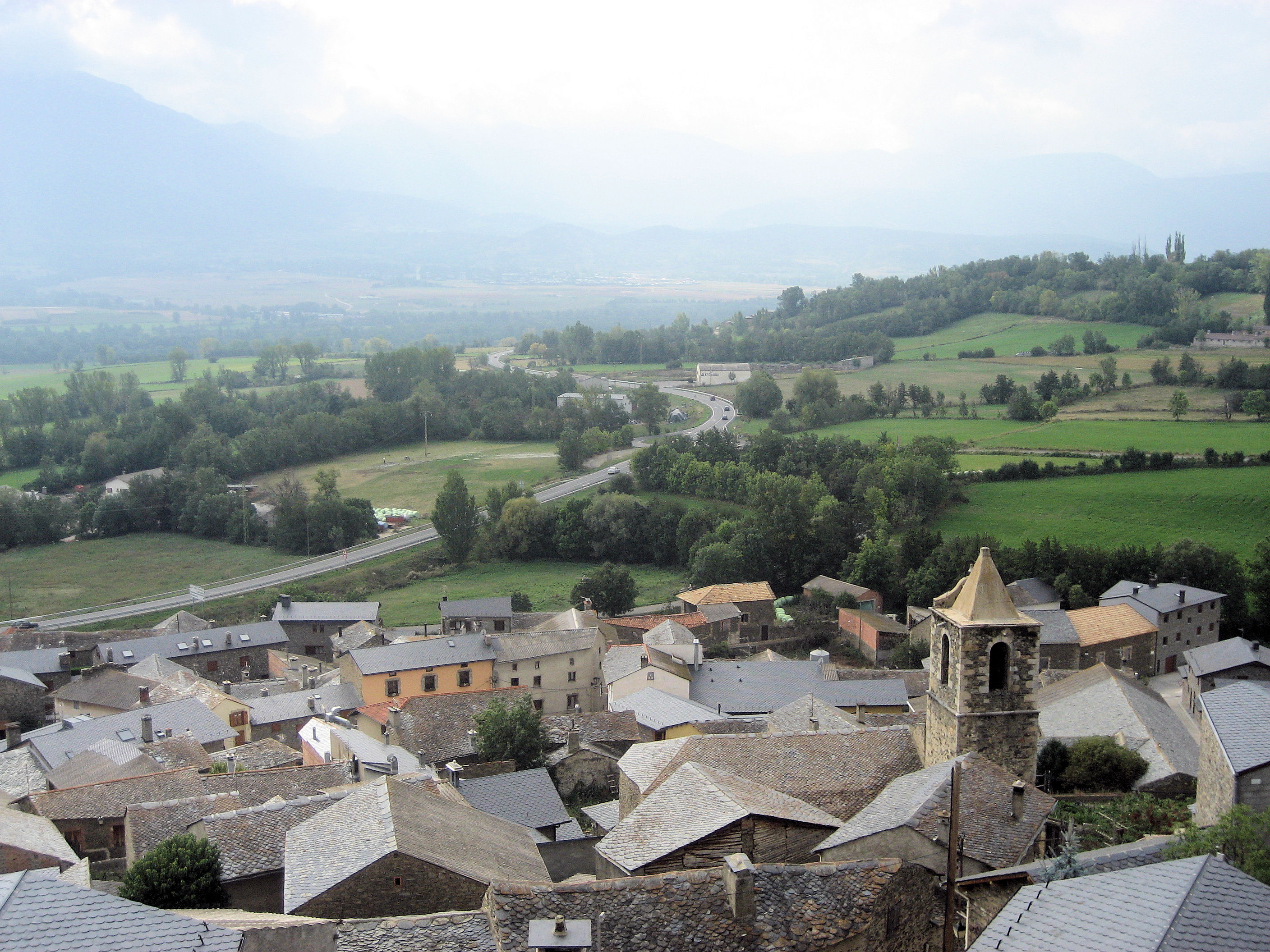
Vista del municipi de Ger pertanyent a Girona.

La Generalitat de Catalunya l'any 1936, reestructura el país en comarques. Gran destrucció del patrimoni artístic de les esglésies de la Cerdanya a causa de la Guerra Civil espanyola de 1936.
Des de finals del segle xix la zona s'havia convertit en un destí per passar l'estiu entre diverses famílies burgeses catalanes que havien costejat la recuperació i arranjament de la via d'accés per la Collada de Toses; personatges com el dramaturg i periodista Rossend Arús la casa del qual és l'actual ajuntament de Das, la família Güell, els Tarruella, el doctor Andreu, diversos artistes entre els quals es poden esmentar Ramon Casas o Santiago Rusiñol, escriptors com Joan Maragall, Narcís Oller (que va dedicar la seva novel·la Pilar Prim a la comarca), Frederic Mistral o també Gustavo Adolfo Bécquer va estiuejar a la zona, inspirant-se a l'entorn de Bellver per escriure la seva novel·la La Cruz del Diablo; després de la Guerra Civil novament diverses famílies barcelonines adinerades van recuperar el costum d'estiuejar a la Baixa Cerdanya, construint-se grans torres als contorns de la capital (els Godó, Valls i Taverner, Sagnier…).
Amb l'obertura del túnel del Cadí l'any 1984, la comarca va experimentar notables canvis en la qualitat de vida i a la transformació paisatgística. A l'oferir millor comunicació terrestre, dos de cada tres cases són segones residències i ja no només exclusivament de gent adinerada, artistes o intel·lectuals, sinó preferentment gent de classe mitjana de l'àrea de Barcelona, que han convertit la comarca en un referent turístic, elevant la renda per capita significativament.

## Govern i administració
| JxCAT                  |
| ERC-AM                 |
| En-Cerd (Independents) |
| ---------------------- |

Mapa dels municipis de la comarca segons les alcaldies obtingudes segons les eleccions municipals de 2019.

Creació del Consell Comarcal de Muntanya l'any 1987.
Els Consells Comarcals són, fonamentalment, administracions de gestió de serveis municipals i mancomunals i ja formen part de la realitat institucional, cultural i social del país.
El dia 3 de desembre de 2012, Cerdanya es declara Territori Català Lliure proclamant així la seva independència sobre l'estat espanyol.

## Economia
A l'edat mitjana estava molt estesa la vinya, existeixen dades del seu conreu l'any 890 a Baltarga, l'any 1103 a Alp, el 1198 a Montellà, el 1318 a Olopte i el 1406 a Talló. L'únic poble on es conreava la vinya l'any 1926 era Músser. Actualment, ha desaparegut completament el seu cultiu.
D'Isòvol és el marbre rosa que durant segles s'ha utilitzat a la Cerdanya:
| «                                 | És de marbre d'Isòvol una alhambra Penjada entre la terra i firmament: Servir podria al sol mateix de cambra Si lluny trobàs son llit de l'occident. | » |
| — Mossèn Jacint Verdaguer, Canigó | |   |

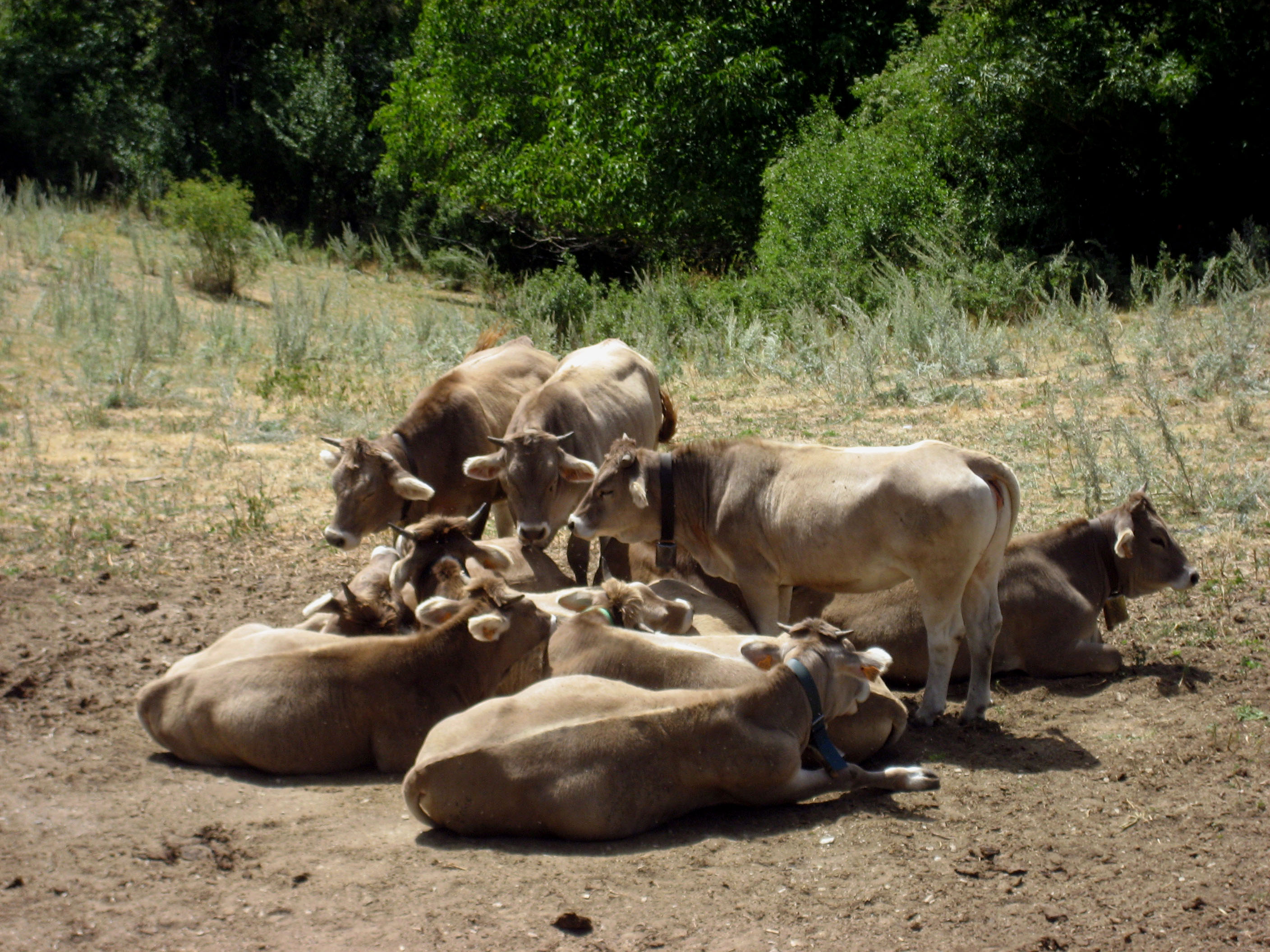
Vaques brunes dels Pirineus, la raça que ha substituït a la vaca ceretana.

L'agricultura consta de blat i sègol en primer lloc junt amb la civada i el blat de moro en més petita quantitat componen els camps de cereals sembrats a la plana, a més a més, les patates anomenades trumfes, els naps de Talltendre, els arbres fruiters de pomeres i pereres i els farratges.
Molt intensa és la ramaderia ovina i bovina,la vaca cerdana fou una raça de vaques pròpia de l'àrea, ja extinta, per la pressió d'altres races més noves com la bruna dels Pirineus, quan es van començar a importar a la fi del segle xix exemplars suïssos. Les indústries dels sectors lleters junt amb la silvicultura i el sector de la construcció és la base de l'economia de la Cerdanya. Té una gran importància el desenvolupament del turisme pels esports d'hivern i de muntanya i també es conreava el blat de moro.

## Art i Patrimoni cultural
L'art romànic de la Baixa Cerdanya es troba a les esglésies de quasi totes les poblacions ceretanes.

### Art prehistòric
Pintures rupestres prehistòriques van ser descobertes l'any 1983, a la Vall d'Ingla al terme de Bellver de Cerdanya. Són de l'anomenat Art esquemàtic (6500-3500 aC) de caràcter gestual amb formes de punts, barres i màcules. Han estat declarades com tot l'Art rupestre de l'arc mediterrani de la península Ibèrica, Patrimoni de la Humanitat per la UNESCO des del 1998.
El dolmen de Paborde és una construcció megalítica (2000-1800 aC) localitzada prop de la Molina a la Vall de les Pletasses.
La presència romana sobretot a Llívia, on s'ha trobat moltes restes d'origen romà: mosaics, ceràmiques, denaris, restes d'edificacions, murs, etc.

### Art romànic

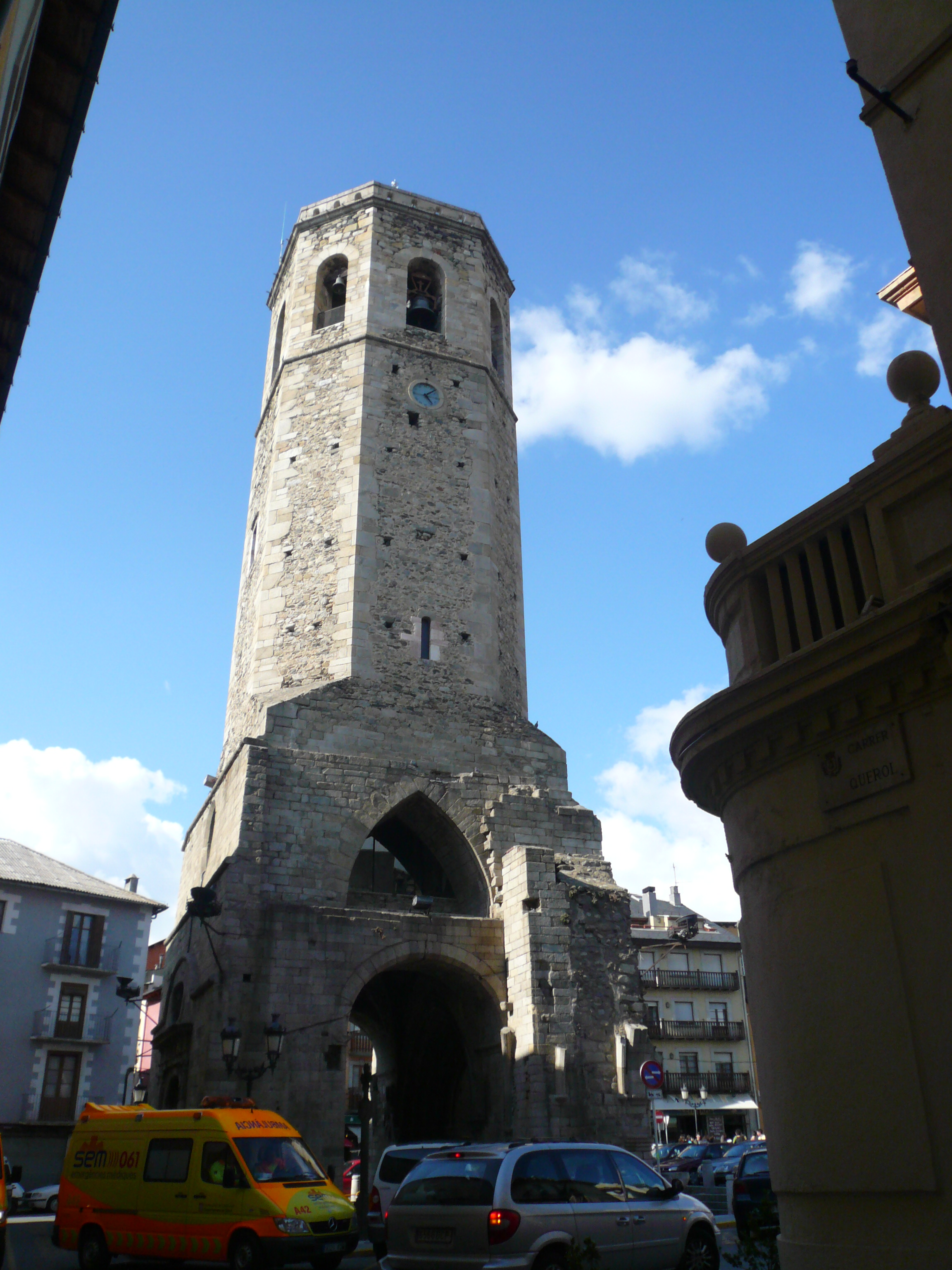
Torre del campanar de l'església de Puigcerdà del. Són les restes d'una parròquia que fou destruïda l'any 1936.

L'art per excel·lència de la Cerdanya va ser a l'època romànica i principalment a l'arquitectura religiosa.
A l'acta de consagració de finals del segle ix de la Catedral d'Urgell apareixen citades totes les parròquies i esglésies de la Cerdanya, estant la més important el monestir de Santa Maria de Talló, car és anomenada en primer lloc. El primer monestir del qual es té notícies és el dedicat a Sant Esteve i Sant Hilari d'Umfred a la vall de la Molina, manat construir pel comte Frèdol l'any 815.
Als segles X-xi, van començar a construir-se esglésies de característiques simples i dimensions reduïdes, aquest estil va ser anomenat per Puig i Cadafalch com primer romànic, d'una única nau i orientades de llevant a ponent, amb un absis semicircular, va ser introduït per corrents artístics procedents de França i Itàlia, amb decoració de tipus llombard, amb arcs cecs i lesenes. La imatgeria de talla en fusta i la pintura sobre taula per frontals d'altar són de gran interès.
Vegeu també la categoria Esglésies romàniques de la Baixa Cerdanya
L'arquitectura militar i les torres per la defensa de la vall van tenir una gran importància estratègica per la defensa de la Cerdanya, encara que quedin pocs senyals d'això. El castell de Llívia i Sant Martí dels Castells són els més representatius.

### Art gòtic
L'establiment a Puigcerdà dels ordes mendicants dominicà i franciscà entre els segles xiii i començaments de xiv, van ser elles que van donar impuls a l'art gòtic, com l'església de Sant Domènec en Puigcerdà i l'església de Sant Jaume de Bellver de Cerdanya, amb les capelles laterals entre contraforts destinades a confraries o a capelles funeràries i un frontal d'altar gòtic que actualment es troba al Museu Episcopal de Vic. L'arca funerària de fra Bernat de Travesseres, es guarda al Museu Diocesà d'Urgell. Hi ha un magnífic retaule gòtic a l'església de Santa Cecília de Bolvir.
Al Museu Nacional d'Art de Catalunya es guarden dos compartiments d'un retaule de l'església de Santa Maria de Puigcerdà, que representen sant Jeroni i l'Anunciació de finals del segle xv, ja d'un gòtic internacional, del mestre de Canapost, nascut a Tours. A l'església de Sant Pere d'Alp hi ha una pintura mural gòtica representant sant Cristòfol. També és gòtic el barri antic de Bellver de Cerdanya amb la plaça major porticada El Crist de Llívia data de mitjan segle xiv és gòtic encara que reflecteix una inspiració romànica, es troba a la sagristia de l'església de Nostra Senyora dels Àngels de Llívia. La portalada d'aquesta església una de les poques mostres renaixentistes de la Baixa Cerdanya.
Molts dels campanars de les antigues esglésies romàniques de la Cerdanya van ser substituïts o reconstruïts per campanars de torre a la fi del segle xiv i principis del segle xv.

### Art barroc

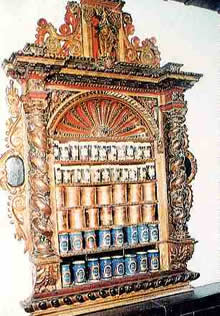
Detall de l'armari realitzat per Josep Sunyer a la farmàcia de Llívia.

Els retaules barrocs van proliferar força en tota la zona, en general per cobrir l'espai de l'altar major sobre l'absis, es van obrir capelles laterals en les quals també es van posar altars, la gran majoria d'artistes eren catalans i van treballar en tots dos costats de la frontera. Jaume Pujol, de Barcelona, va fer el retaule dedicat a sant Romà el 1713 per l'església de Càldegues. Josep Sunyer, de Manresa, va realitzar nombrosos retaules, el 1707 per a l'oratori i el camerí de Nostra Senyora de Font Romeu, va reformar el de l'església d'Ur afegint-li les imatges de sant Martí, sant Isidre i sant Francesc Xavier, els armaris per la farmàcia de Llívia ara al Museu de Llívia.
També un petit retaule de la verge del Roser a Sant Pere d'Oceja. La pintura mural barroca es troba representada a l'església de Talltorta de tipus força popular.

### Art rococó
D'estil rococó es troba un petit retaule a la capella de Sant Genís de Montellà del cementiri de Montellà de Cadí, realitzat el 1750 i daurat el 1790, encara que ha perdut algunes de les seves escultures.

### Art modernista
Dels segles XIX i xx són la Farinera de Bellver, la torre del Riu d'Alp. La torre del Remei de Bolvir i cases d'estiueig de Puigcerdà i ja d'estil noucentista de l'any 1924, és la torre Sant Josep de Bellver de Cerdanya.

### Dietari d'Ortodó
El notari de Puigcerdà Joan Onofre d'Ortodó l'any 1583, va escriure un dietari de la crònica cerdana, que va ser continuat pels secretaris del consolat fins a la visita de la infanta Isabel de Borbó a la Cerdanya l'any 1913. És un volum manuscrist en foli de pergamí que relata els fets històrics d'interès, els costums del cerimonial dels cònsols i mustassafs que eren uns personatges que controlaven els pesos i les cerimònies religioses, juntament amb els dies festius a diferents parròquies. Se'l coneix com el Dietari d'Ortodó.

## Llocs d'interès
- Parc Natural del Cadí-Moixeró. Aproximadament una quarta part del parc pertoca a la Cerdanya.
- La Tossa Plana de Lles (rep el nom de Pic de la Portelleta per la banda andorrana)-Puigpedrós
- Els Tossals d'Isòvol i Olopte.
- Camí dels Bons Homes.[35]
- Ruta dels Segadors és un camí molt antic de la Cerdanya, que travessa el Cadí pel pas dels Gosolans. Ha estat seguit des de temps ancestrals per traginers, sometents, bandolers, músics i contrabandistes.

### Destacats
- Església de Santa Eugènia de Nerellà coneguda com la torre de Pisa de la Cerdanya, situada a Santa Eugènia vora el nucli d'Olià.

### Museus
- Museu Cerdà de Puigcerdà.[36]
- Museu de Llívia.[37]
- Museu Casa del Riu de Martinet.
- Museu del Bosc de Bellver de Cerdanya.[38]
- Museu de l'Esclop de Meranges.

### Estanys
- Bellver de Cerdanya: Calm Colomer.
- Meranges: Malniu, Minyons, Llarg, Sec.
- Ger: Mal.
- Lles de Cerdanya: Orri, Montmalús, Setut, de la Muga, de la Pera, Vallcivera.

## Esports

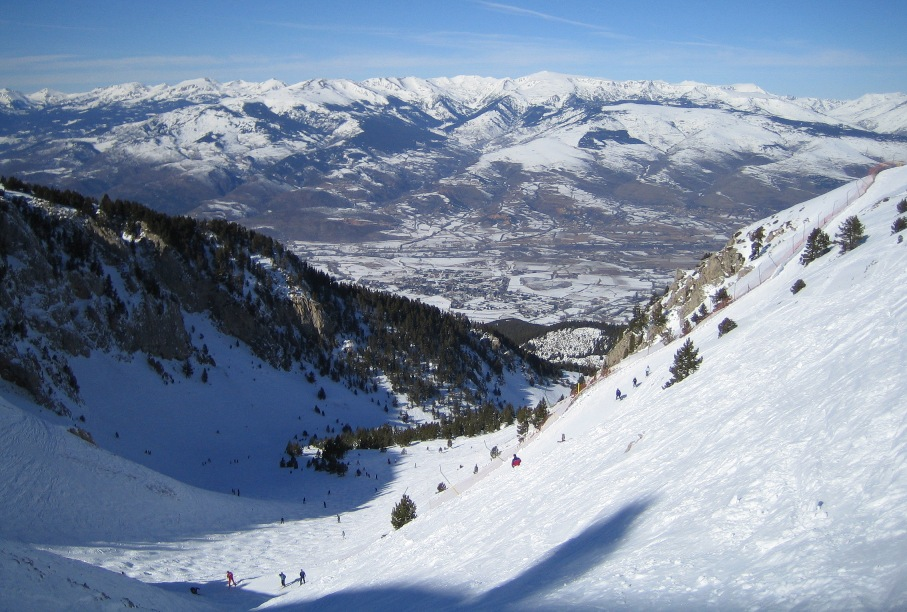
Coma Oriola, a la part occidental de Masella, amb la plana cerdana al fons.

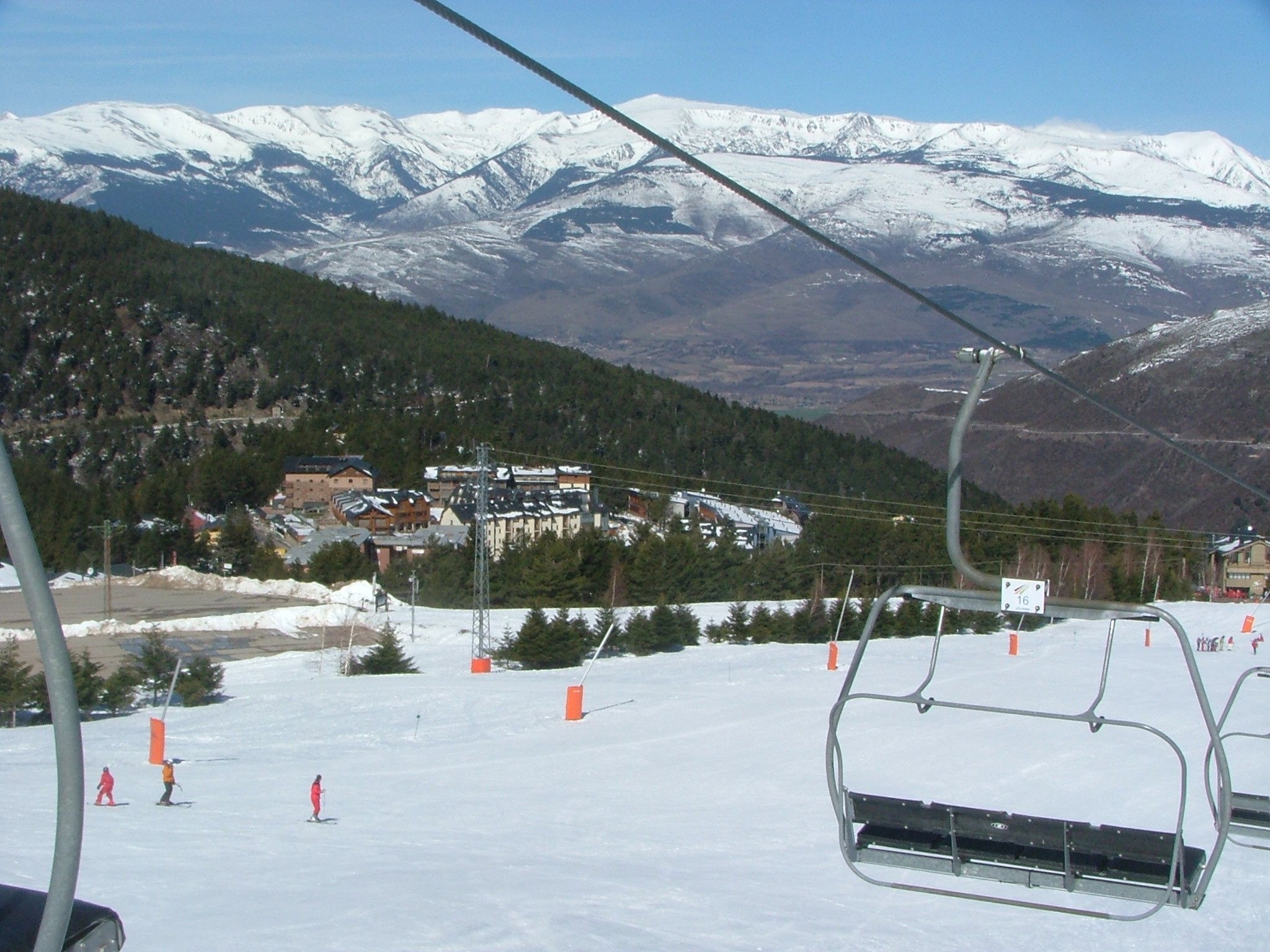
Vista des de l'estació d'esquí de La Molina.

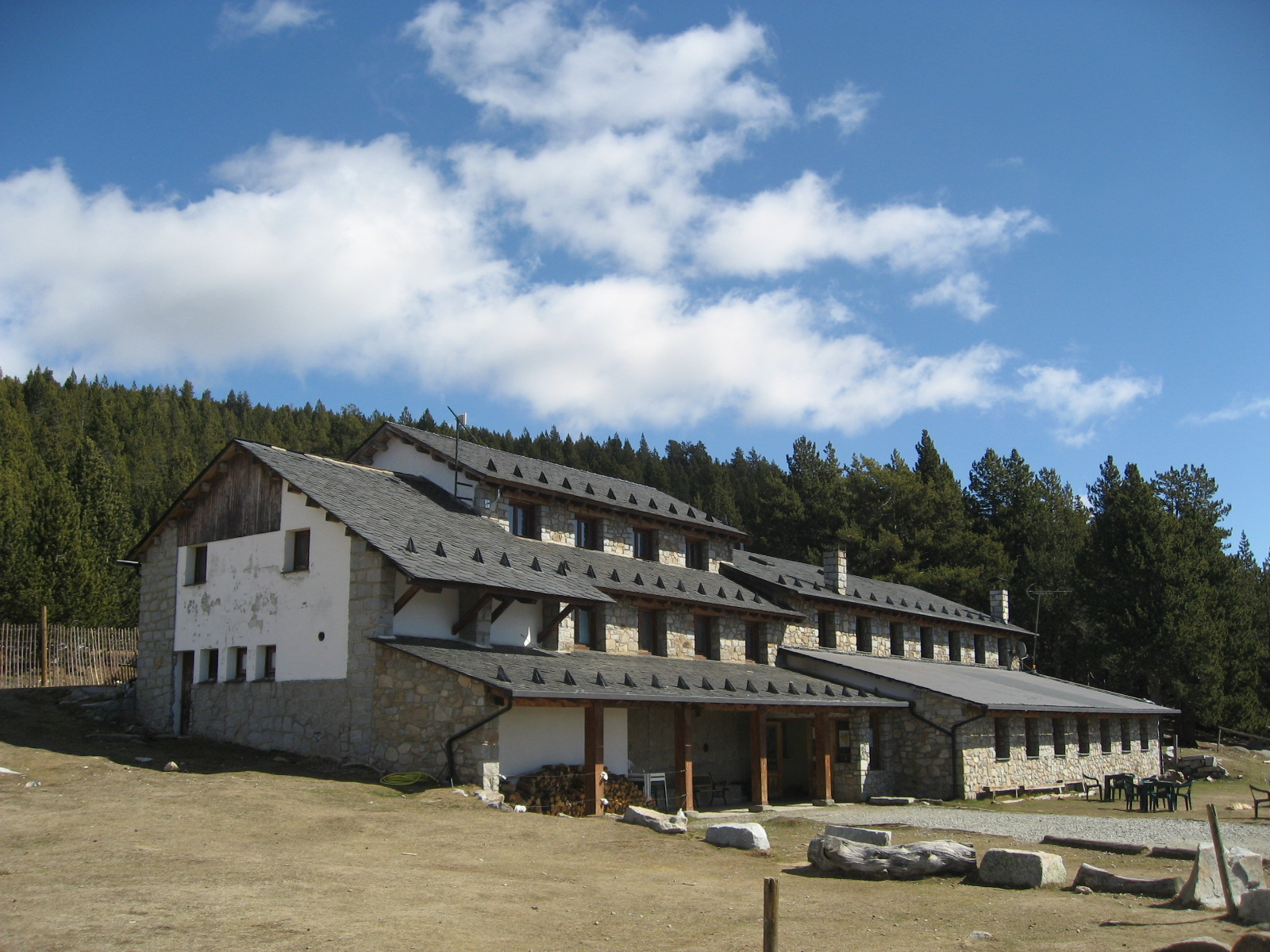
Refugi Cap del Rec a Lles de Cerdanya.

La pràctica dels esports de neu es va iniciar a la Molina l'any 1910.
El segon refugi del Pirineu català refugi de muntanya a Catalunya va ser el xalet de la Molina edificat el 1925, i que va permetre promocionar la pràctica de l'esquí.
- Estacions d'esquí:
  - Arànser, estació d'esquí d'Aransa.
  - Alp, estació d'esquí de Masella.
  - Alp, estació d'esquí la Molina.
  - Lles de Cerdanya, estació d'esquí de Lles, amb el Refugi del Pradell i Refugi Cap del Rec.
  - Guils de Cerdanya, estació d'esquí Guils-Fontanera.
- Camps de golf:
  - Bolvir: Real Club de Golf.
  - Puigcerdà: Golf Sant Marc.
  - Soriguerola: Golf Fontanals.

L'any 1956, Puigcerdà va iniciar amb la fundació del Club Gel Puigcerdà la pràctica de l'hoquei gel en un nucli urbà, a escala estatal. Actualment, en les seves instal·lacions s'hi practica el cúrling.
L'excursionisme, l'escalada, l'alpinisme, ciclisme de muntanya i vol esportiu tenen grans possibilitats en tota la Baixa Cerdanya.
- Sender del Pirineu o GR 11 homologat el 1985, és un sender de gran recorregut que recorre els Pirineus pel seu vessant sud, des del Cantàbric fins a la Mediterrània, comença prop d'Hondarribia i acaba al Cap de Creus. El sender entra a la Cerdanya en direcció est pel Port de Vallcivera, es creua amb el camí dels Bons homes o GR 107 a la Cabana dels Esparvers (Lles de Cerdanya) i passa a prop dels refugis Joaquim Folch i Girona, de Malniu, de la Feixa i de Cabanella, i arriba a Guils de Cerdanya, passa per Saneja i travessa Puigcerdà pel sud, d'on surt per dirigir-se a Age i continua en direcció sud passant prop de Vilallobent i entrant al Ripollès.
- El camí dels Bons Homes o GR 107 és un itinerari de 189 quilòmetres entre el santuari de Queralt (Berguedà) i el Castell de Montsegur (Arieja-França), que es pot fer a peu, a cavall i en la majoria de trams en bicicleta de muntanya i ressegueix les petjades del catarisme a través de viles medievals, d'esglésies romàniques i de castells. Els Bons Homes o els Bons Cristians, era el terme amb què els càtars es referien a ells mateixos.

## Fires i festes
- Fira de Puigcerdà. Orígens del segle xii. Novembre
- Fira de Sant Llorenç. Productes alimentaris. Bellver de Cerdanya. Abril
- Fira Ramadera. Bellver de Cerdanya. Octubre
- Fira Esport. Bellver de Cerdanya. Desembre[40]
- Festival de música de Llívia
- Festival Internacional de Cinema de Cerdanya
- Fira del Pessebre i Pessebre vivent de Prullans. Pont de la Puríssima i Constitució.
- A totes les poblacions de la Cerdanya se celebra la "Festa Major".

## Gastronomia
D'aquesta zona són els productes amb denominació d'origen:
- Mantega de l'Alt Urgell i la Cerdanya.
- Formatge de l'Alt Urgell i la Cerdanya.

La gastronomia és la pròpia d'indrets muntanyosos, el porc i els seus derivats com la llonganissa, els bulls i el pa de fetge, les patates (anomenades trumfes) els naps de Talltendre de color negre i bolets.
- Plats cuinats:
  - Sopa de la Cerdanya
  - Trinxat amb rosta
  - Tiró amb naps (ànec amb naps)
  - Llapí amb cremalloles
  - Truites de riu a la llosa.
  - Confitura de Garraus o "Picaculs".[41]